# Rinascimento veneziano

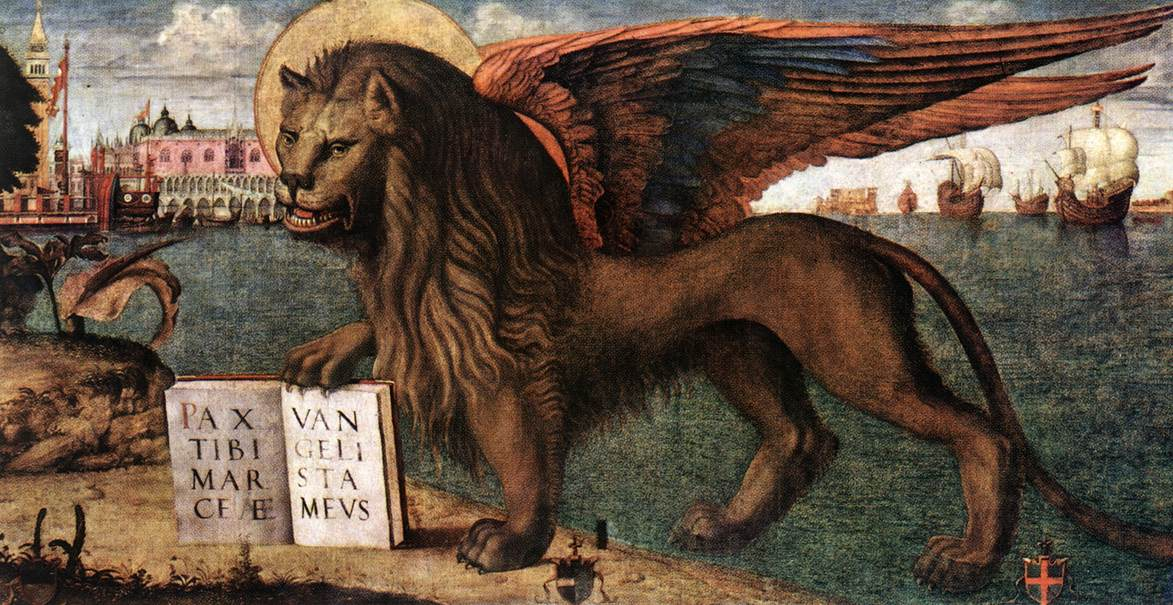
Vittore Carpaccio, Leone di San Marco (dettaglio), 1516

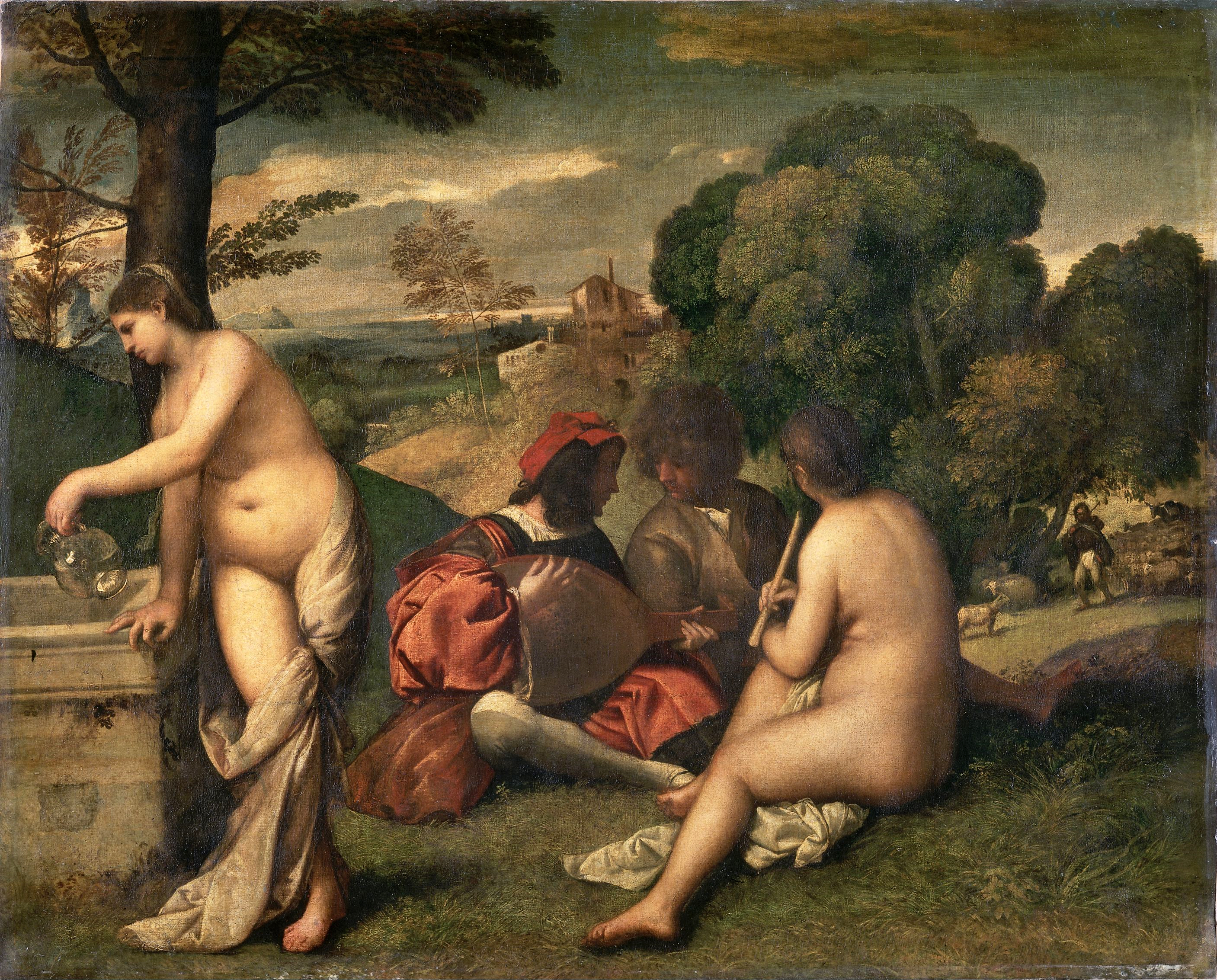
Giorgione e/o Tiziano, Concerto campestre (1510 circa)

Il Rinascimento veneziano  fu quella declinazione dell'Arte del Rinascimento sviluppatasi a Venezia tra il XV e il XVI secolo.

## Prima metà del XV secolo

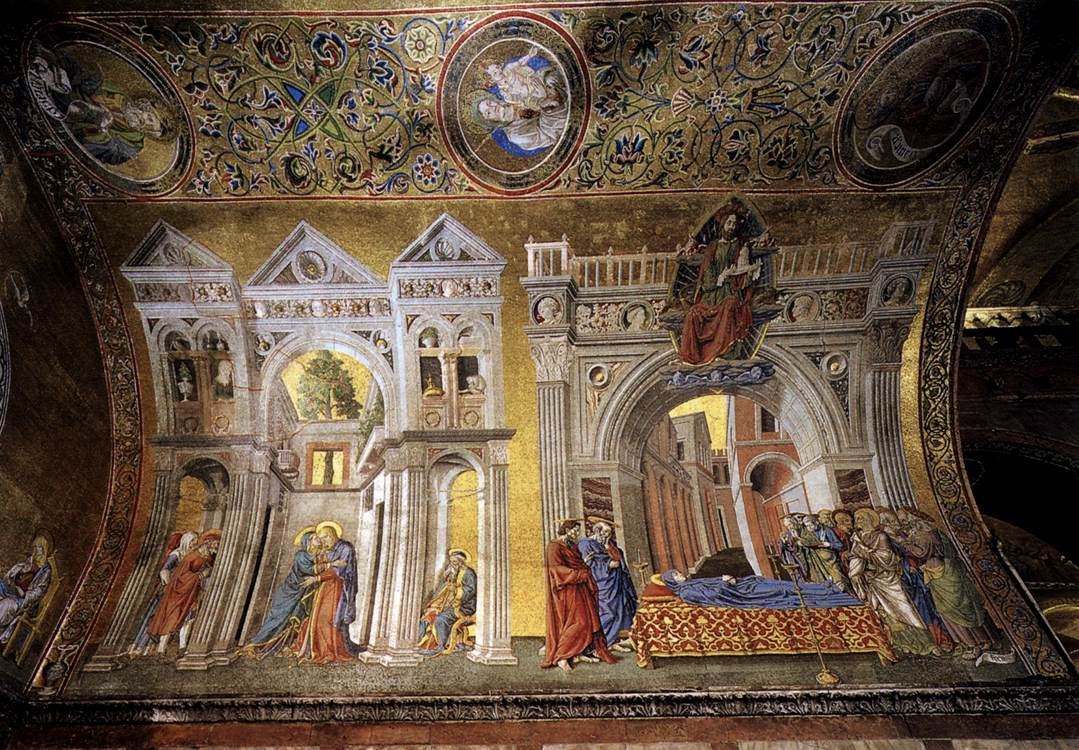
Andrea del Castagno (disegno), Dormitio Virginis e Visitazione, basilica di San Marco (1443)

Dopo la crisi economica del XIV secolo le famiglie veneziane avevano cominciato a cautelarsi cercando forme di rendita più sicure del commercio, come le rendite fondiarie, per questo la Repubblica incominciò un'inedita svolta epocale, avviando l'espansione verso l'entroterra. In un primo momento vennero prese le terre verso l'arco alpino e le pianure tra Adige e Po, fino a venire a confinare con i Visconti, con i quali ebbero ripetuti scontri. Nei mari invece la nemica principale restava Genova, contro la quale vennero compiute due guerre.
In pittura, scultura e architettura si registrò un contemporaneo innesto di motivi tardo-gotici, amalgamati al sostrato bizantino: le finezze lineari e cromatiche del gotico risultavano infatti molto affini delle astrazioni sontuose di marca orientale. I cantieri principali erano San Marco e a Palazzo Ducale, dove si andava consacrando uno stile architettonico "veneziano", svincolato dalle mode europee del momento, con decorazioni molto fitte, trafori numerosi e ritmi di chiaroscuro da merletto, che venne riusato per secoli. I più importanti pittori dell'epoca, come Gentile da Fabriano, Pisanello e forse Michelino da Besozzo, lavorarono alla decorazione di Palazzo Ducale tra il 1409 e il 1414, opere oggi quasi totalmente perdute.
Gli artisti "cortesi" erano affiancati da una scuola locale, inaugurata già nel XIV secolo da Paolo Veneziano, e da artisti fiorentini, che fin dagli anni venti furono impegnati nel cantiere di San Marco e in altre chiese. Tra questi ultimi ci furono Paolo Uccello (in città dal 1425 al 1430) e Andrea del Castagno (1442-1443), che mostrarono i primi traguardi prospettici dell'arte fiorentina. Il loro esempio fu tuttavia inascoltato, a giudicare dal minimo seguito presso gli artisti locali, e fu recepito solo da alcuni artisti della vicina Padova, come Andrea Mantegna, che d'altronde avevano già conosciuto le novità più all'avanguardia tramite l'esempio diretto di Donatello.

## Seconda metà del XV secolo
Attorno alla metà del XV secolo l'espansione sulla terraferma si fece più consistente, a scapito delle signorie del Veneto e dell'attuale Lombardia orientale. Ciò bilanciò in parte le perdite veneziane nell'oltremare dovute agli Ottomani, che comunque non intaccarono inizialmente il predominio veneziano sui mercati orientali: la città rimase infatti a lungo il più vivace emporio d'Europa, dove convergevano i traffici dal Nord e dall'Oriente, con incontri e scambi a tutti i livelli. L'abbondanza di capitali garantiva alti livelli di commissioni artistiche, sia a livello comunitario sia privato, con la nascita di un collezionismo intelligente e aperto alle novità, anche fiamminghe. Lungo il Canal Grande andavano prosperando i mercati e i fondachi stranieri.
L'unicità e l'isolamento culturale di Venezia incominciò così a venire meno in quegli anni, man mano che la città si inseriva con le sue conquiste nello scacchiere italiano, favorendo rapporti più stretti e continuativi con le culture locali. I giovani patrizi veneziani incominciarono ad apprezzare i nuovi stimoli culturali, frequentando lo Studio padovano, la Scuola di logica e filosofia presso Rialto e quella della Cancelleria di San Marco, fiorente a metà del XV secolo.
L'umanesimo veneziano si dimostrò sostanzialmente diverso da quello fiorentino, con un carattere concreto e interessato ai testi politici e scientifici (Aristotele, Plinio, ecc.), piuttosto che letterario e astrattamente speculativo come in Toscana. Il Rinascimento arrivò a Venezia soprattutto tramite la mediazione della Lombardia per quanto riguarda l'architettura e la scultura, e Padova per la pittura. Importanti furono anche i progressi scientifici, culminati con la pubblicazione della Summa de Arithmetica, Geometria et Proportionalità di Luca Pacioli (1494), chiamato dalla Serenissima poco dopo il 1470 per insegnare matematica.

### Pittura

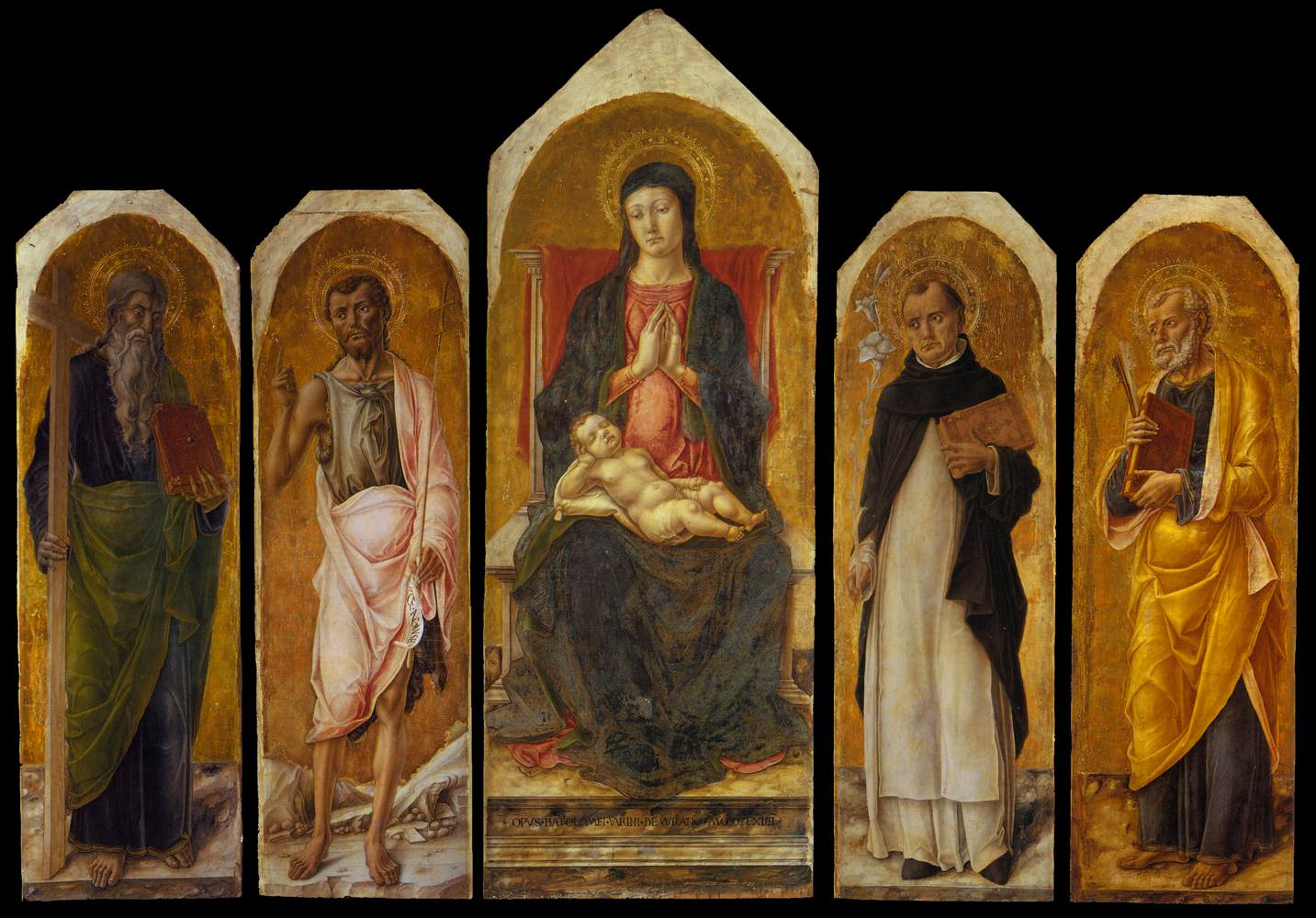
Bartolomeo Vivarini, Polittico di Ca' Morosini (1464)

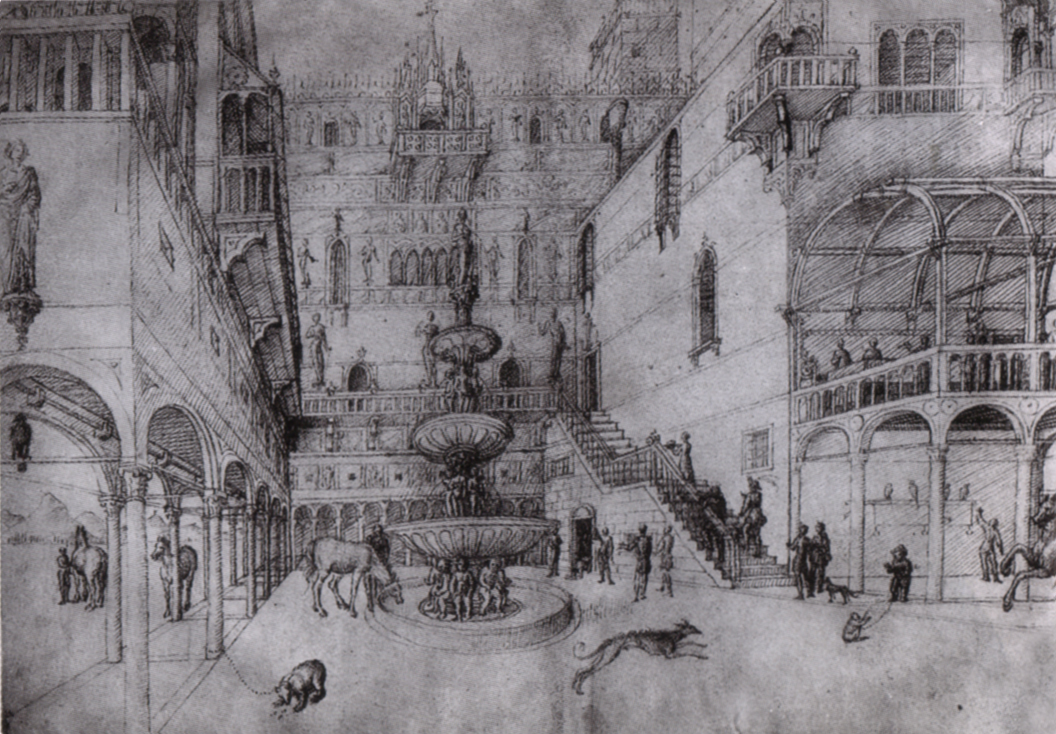
Jacopo Bellini, Banchetto d'Erode (1450 circa)

I contatti col Rinascimento padovano in pittura furono ripetuti e più fruttuosi di quelli con Firenze. A metà del secolo i muranesi Giovanni d'Alemagna e Antonio Vivarini lavorarono a fianco di Andrea Mantegna nella cappella Ovetari; Mantegna stesso visitò Venezia, sposando una veneziana, figlia di Jacopo Bellini; squarcioneschi di prim'ordine come Carlo Crivelli, Marco Zoppo e Cosmè Tura furono in città, tenendovi in alcuni casi anche bottega per un certo periodo.
Queste influenze padovane si riscontrano nelle due botteghe veneziane più importanti del periodo, quella dei Vivarini e quella di Jacopo Bellini.
La prima, con sede a Murano, venne avviata da Antonio, che operò discontinui tentativi rinascimentali, mentre più marcata fu la svolta mantegnesca di suo fratello minore Bartolomeo, che fu a Padova e assimilò le novità con entusiasmo, ma anche con limiti. Ciò è evidente nel cosiddetto Polittico di Ca' Morosini (1464), impostato con figure solide e dal segno asciutto, con attenzione all'anatomia e ai panneggi dai profili taglienti; manca però una logica costruttiva unitaria, come si vede nelle proporzioni ancora scalate tra la Vergine al centro e i santi laterali, e nella mancata unificazione spaziale degli sfondi. Il figlio di Antonio, Alvise, assimilò la lezione di Antonello da Messina addolcendo i linearismi padovani, ma non riuscì a eguagliarne la magia luministica. Ne è un esempio la Sacra conversazione del 1480, con una luce fredda e colori lucidi come smalti che esaltano i contorni secchi. I compromessi tra innovazione e tradizione dei Vivarini riscossero un'ampia diffusione, soprattutto negli ambienti meno colti e della provincia dei centri minori dell'entroterra, scadendo talvolta anche in autoripetizioni.
La committenza più raffinata si rivolgeva invece soprattutto alla bottega di Jacopo Bellini, che già dalla metà del secolo ebbe una svolta rinascimentale applicando la prospettiva a una serie di vedute fantastiche raccolte in album di modelli. Queste novità le aveva apprese forse a Ferrara, dove avrebbe potuto conoscere Leon Battista Alberti, forse con la mediazione di Masolino, di passaggio per l'Ungheria, o più probabilmente a Padova, dove i pittori locali avevano raccolto la lezione di Donatello. La vera e propria svolta rinascimentale in pittura fu dovuta ai suoi due figli Gentile e Giovanni Bellini, che seppure in modi e misure diverse, raccolsero e misero pienamente a frutto l'esempio di Andrea Mantegna, loro cognato, e, dopo il 1474, di Antonello da Messina.

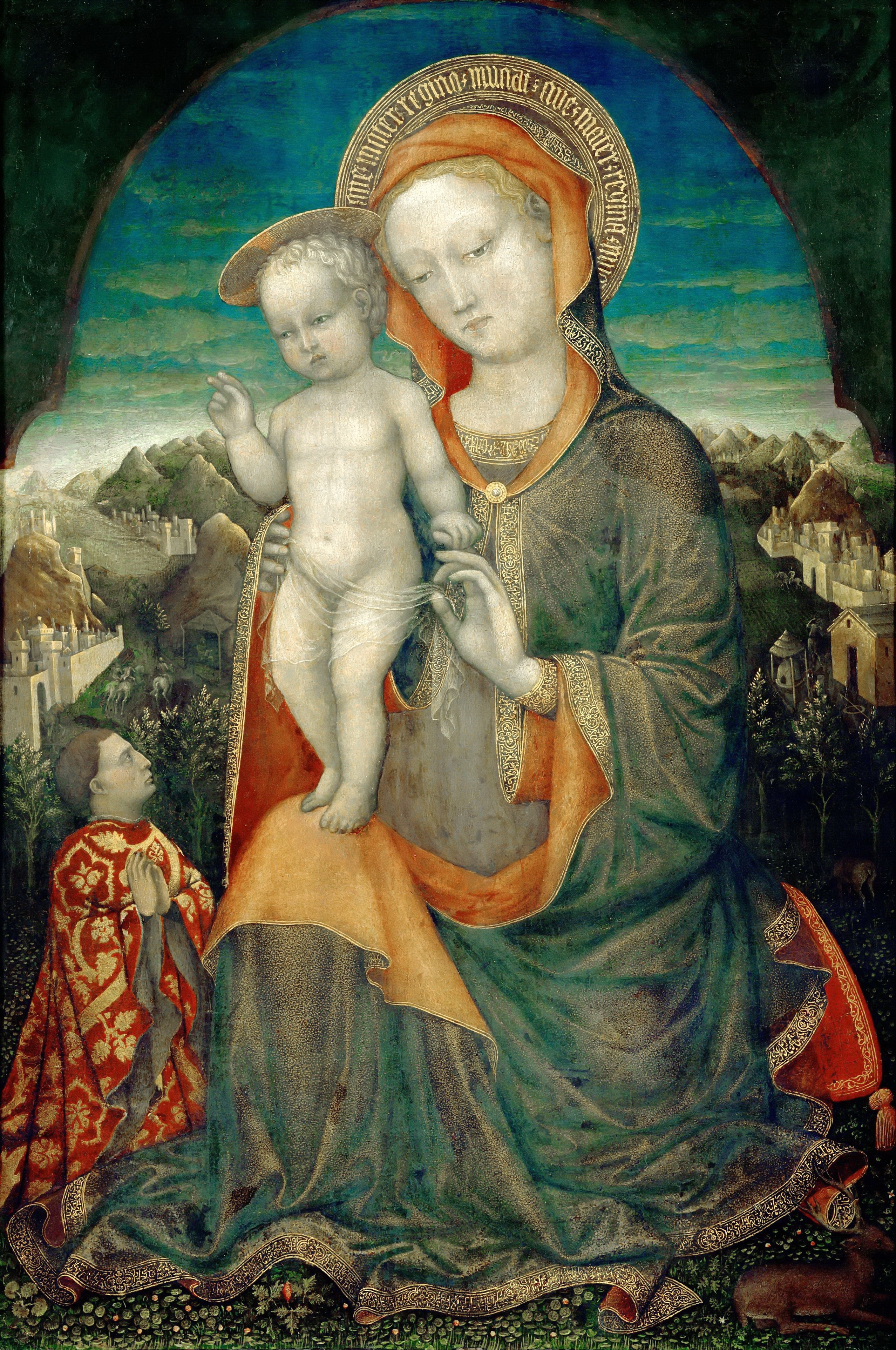
Jacopo Bellini, Madonna dell'Umiltà adorata da un principe della casata Estense (1440-1445 circa)
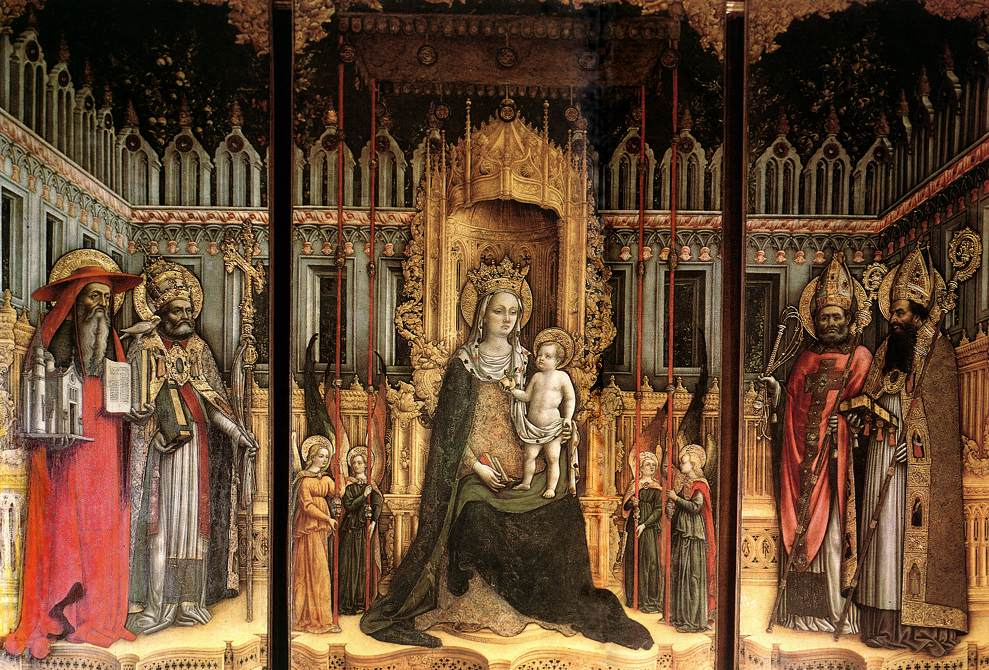
Antonio Vivarini e Giovanni d'Alemagna, Trittico dell'Accademia (1446)
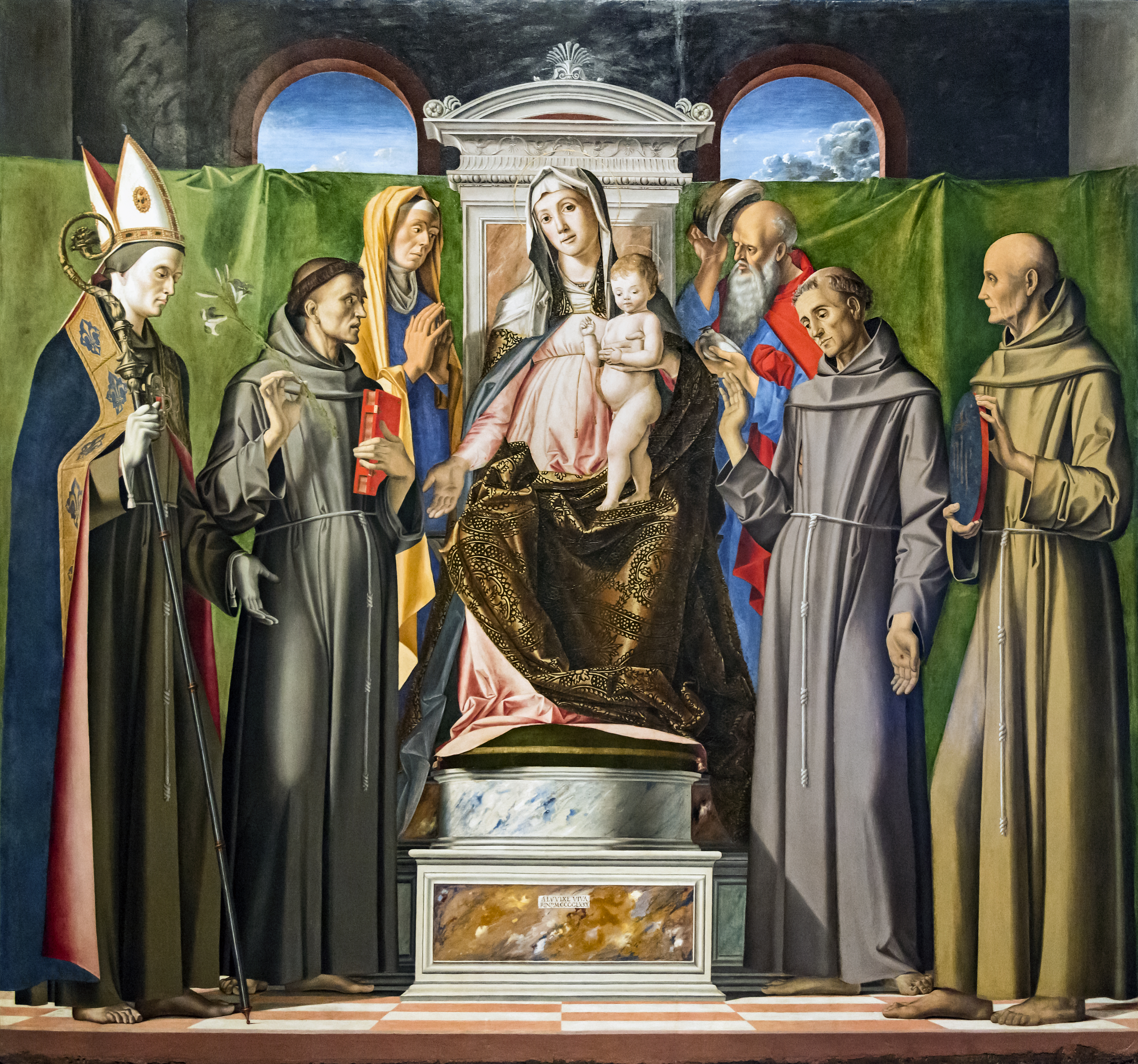
Alvise Vivarini, Sacra conversazione (1480)

#### Gentile Bellini

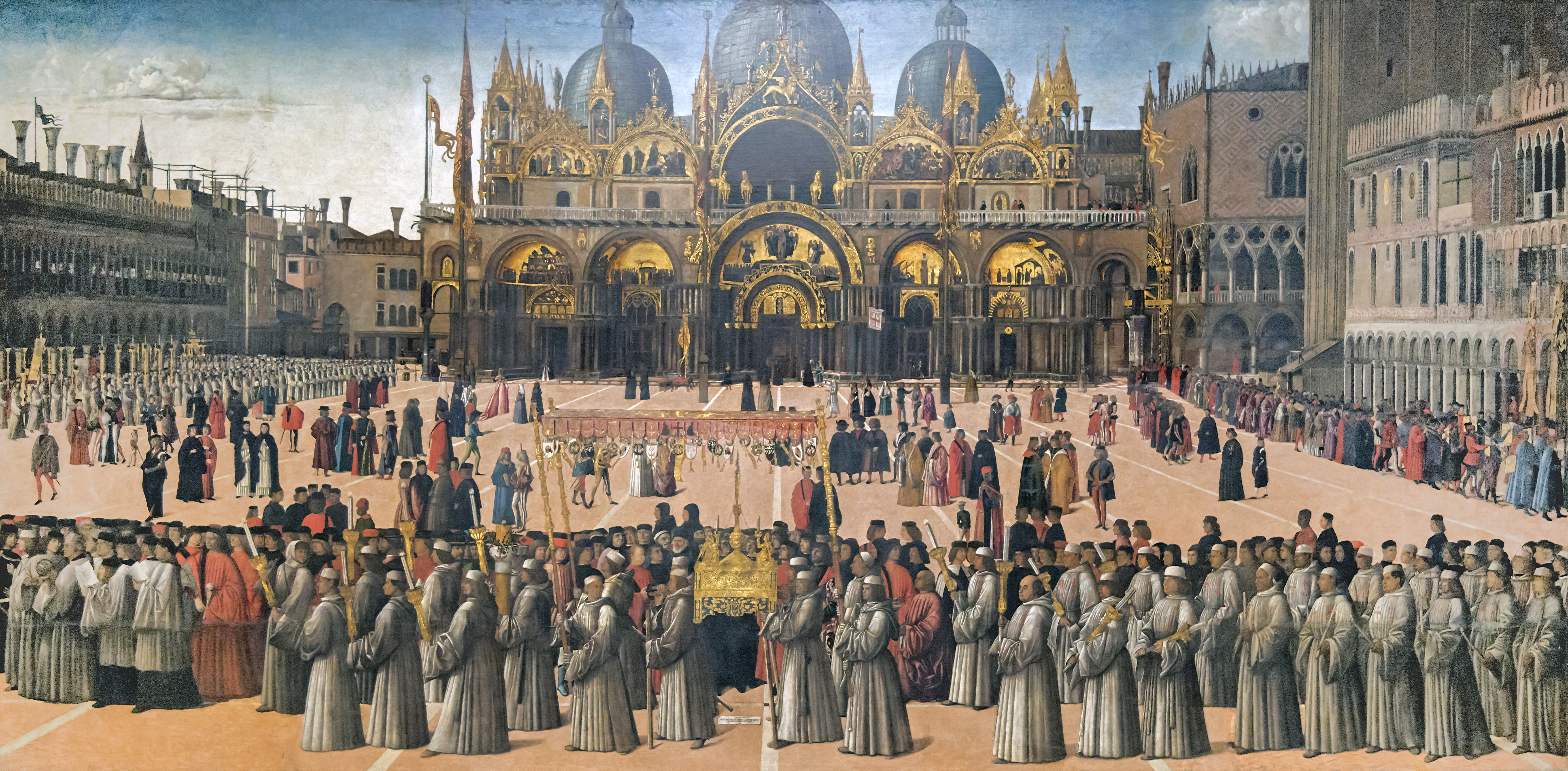
Gentile Bellini, Processione in piazza San Marco (1496)

Gentile Bellini fu impegnato soprattutto nella pittura dei "teleri", le grandi tele che a Venezia sostituivano gli affreschi (per ovvie ragioni climatiche) e che decoravano gli edifici pubblici e le "scuole", cioè quelle potenti confraternite veneziane che raccoglievano migliaia di cittadini accomunati da un medesimo campo di lavoro, da una comunità straniera o da intenti assistenziali. La sua pittura era legata a un gusto ancora fiabesco, tardogotico, privo di una spazialità pienamente organica. Nella Processione in piazza San Marco (1496) manca un centro definito e la prospettiva è usata sì, ma per singoli frammenti. Lo sguardo si trova così a vagare tra i diversi gruppi di personaggi e per i blocchi dello sfondo. L'attenzione dell'artista è rivolta soprattutto alla puntuale cronaca dell'avvenimento, con i personaggi sufficientemente grandi da includervi ritratti precisi e indugiare sulla descrizione di gesti e costumi. La sua analisi oggettiva e quasi cristallizzata ne fece un richiestissimo ritrattista, che arrivò addirittura a effigiare il sultano Maometto II.

#### Giovanni Bellini, esordi e maturità

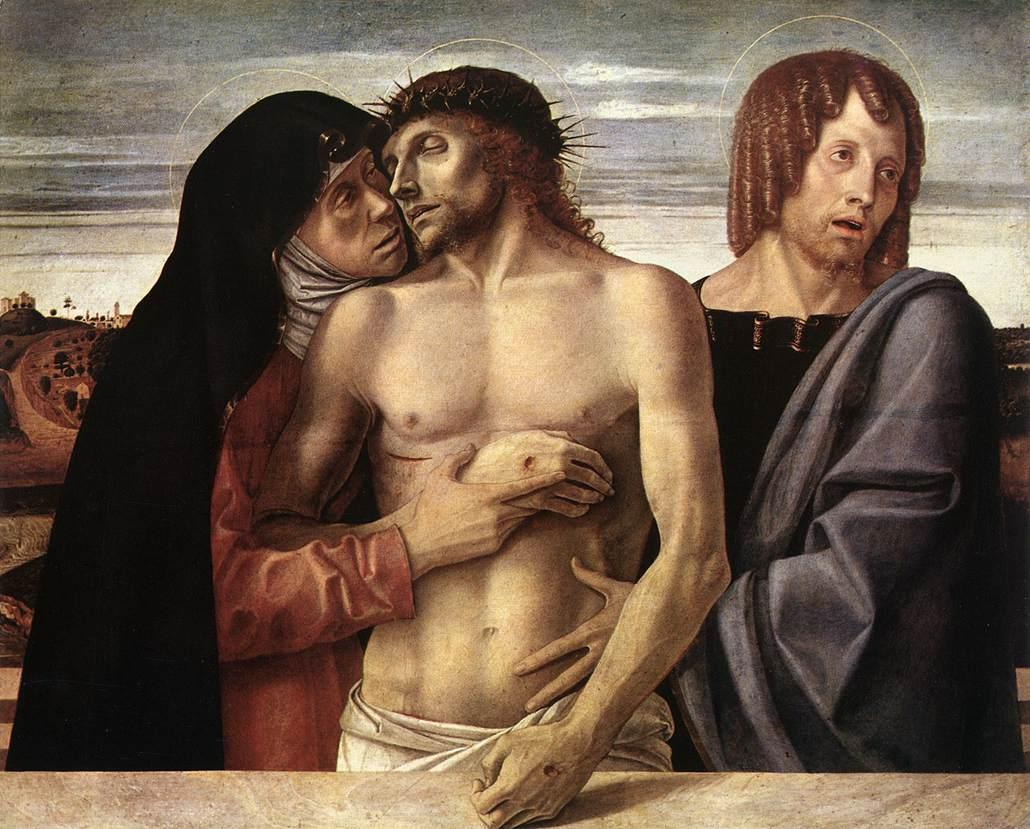
Giovanni Bellini, Pietà di Brera (1455-1460 circa)

Giovanni Bellini, altro figlio di Jacopo, fu il più importante pittore veneziano della sua generazione, ma il suo stile si svincolò presto dalla maniera tardogotica grazie all'esempio di Andrea Mantegna. Tra le opere dei suoi esordi spicca ad esempio la Trasfigurazione del Museo Correr, dove la linea è asciutta e incisiva e la scansione dei piani è enfatizzata prospetticamente da una visione "da sott'in su" del gruppo superiore di Cristo tra i profeti. Più originale risulta l'enfasi posta sulla luce e il colore, che intenerisce il paesaggio e immerge la scena miracolosa in una dolce atmosfera vespertina, derivata dall'esempio fiammingo. Nella Pietà della Pinacoteca di Brera i grafismi sono ancora presenti, come nei capelli di Giovanni dipinti a uno a uno o nella vena pulsante del braccio di Cristo, ma la luce si impasta nei colori addolcendo la rappresentazione, grazie alla particolare stesura della tempera a tratti finissimi ravvicinati. L'intenso patetismo del gruppo rimanda all'esempio di Rogier van der Weyden, e sempre a un modello fiamminghi rimanda l'espediente del parapetto che taglia le figure a metà, avvicinandole allo spettatore.

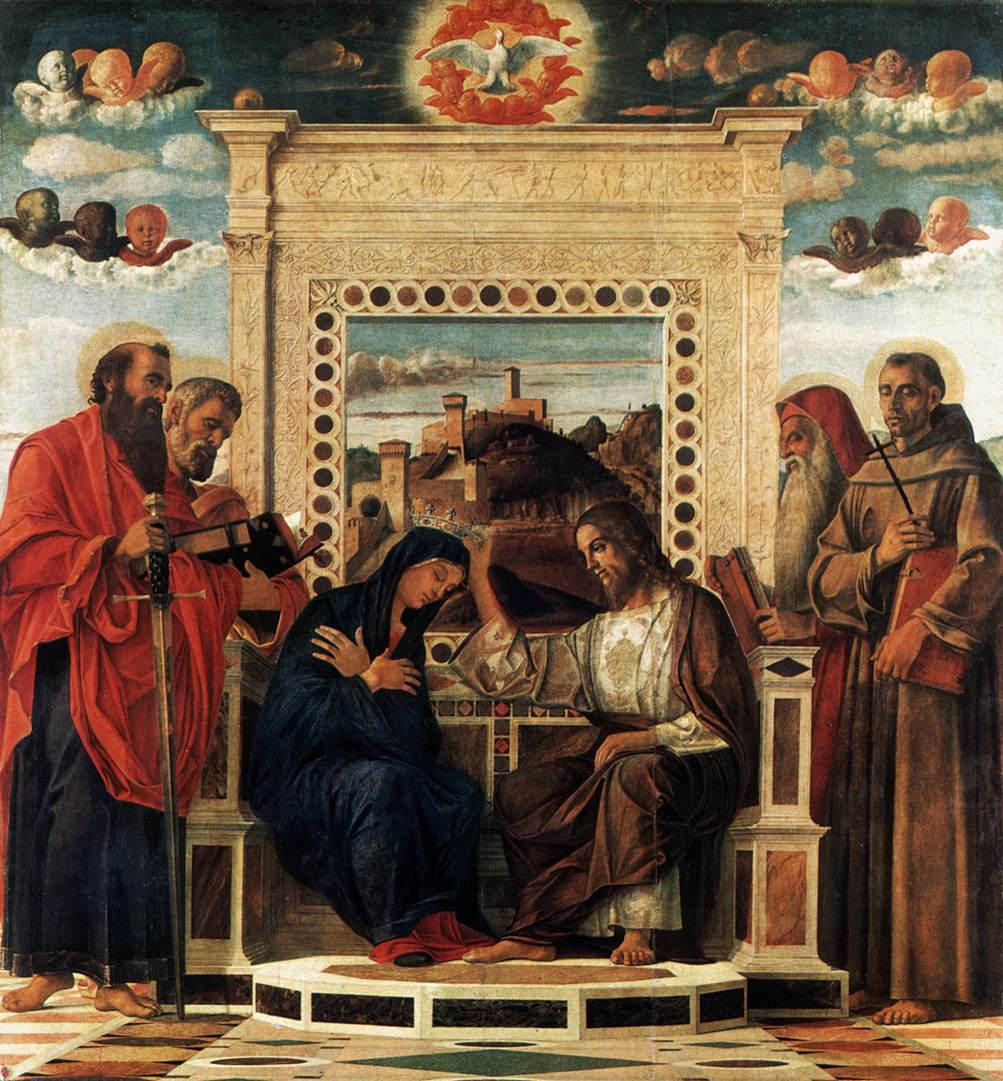
Giovanni Bellini, pannello centrale della Pala di Pesaro (1475-1485 circa)

Le durezze e le forzature lineari di Mantegna vennero quindi presto superate, verso un uso più ricco del colore e una tecnica più morbida, grazie all'assimilazione profonda della lezione di Piero della Francesca, dei fiamminghi e nei primi anni settanta, di Antonello da Messina. Il pittore siciliano in particolare fu in città dal 1474 fino al 1476, ma non è escluso che ebbe modo di conoscere Bellini qualche anno prima in Italia centrale. Questi influssi si ritrovano nella produzione di Giovanni come la Pala di Pesaro (1475-1485), con l'espediente del fondale del trono aperto sul paesaggio che appare straordinariamente vivo: non un semplice fondale, ma una presenza in cui sembra circolare liberamente l'aria e la luce. A ciò concorre l'uso della pittura a olio, che permettere di fondere il vicino e il lontano grazie ai particolari effetti luminosi. Alla perfetta armonia tra architettura, personaggi e paesaggio concorre poi la padronanza prospettica e la salda monumentalità delle figure.
Antonello mostrò poi il suo singolare stile, che mediava tra la tradizione nordeuropea, fatta di un uso particolare della luce grazie alla tecnica a olio, e la scuola italiana, con figure di grande monumentalità inserite in uno spazio costruito razionalmente, con la fondamentale prova della  Pala di San Cassiano (1475-1476), vero confine tra vecchio e nuovo nella cultura veneta. In essa i santi sono spaziati ritmicamente a semicerchio attorno all'alto trono della Vergine che danno un maggior respiro monumentale all'insieme, ma è soprattutto innovativo il connettivo dorato della luce che pervade le figure. I virtuosismi prospettici e le sottigliezze ottiche fiamminghe si sposano poi con la sintesi geometrica dei volumi, ottenendo un equilibrio attentamente calibrato.
Uno sviluppo di questa concezione si ebbe nel San Francesco nel deserto di Giovanni Bellini (1480 circa), dove al tradizionale crocifisso che invia le stimmate al santo, il pittore sostituì una luce divina che proviene dall'alto a sinistra, che inonda il santo gettando profonde ombre dietro di lui. San Francesco è raffigurato al centro, esile e immerso nella natura. La particolare concezione del rapporto tra uomo e paesaggio qui è per molti versi opposta a quella dell'umanesimo fiorentino: l'uomo non è ordinatore e centro dell'universo, ma piuttosto una fibra del tutto con cui vive in armonia, con una permeabilità tra mondo umano e mondo naturale data dal soffio divino che anima entrambi.
Dal tardo Quattrocento la rappresentazione del paesaggio in supremo accordo con l'operare umano divenne una conquista imprescindibile della pittura veneta, che vide uno sviluppo ininterrotto fino ai primi decenni del secolo successivo. Bellini restò protagonista di questa evoluzione, come si legge in opere come la Trasfigurazione di Capodimonte (1490-1495), dove la scena sacra è ambientata in una profonda rappresentazione della campagna veneta, con una luce calda e intensa che sembra far partecipare ogni dettaglio, con la sua radiosa bellezza, all'evento miracoloso.

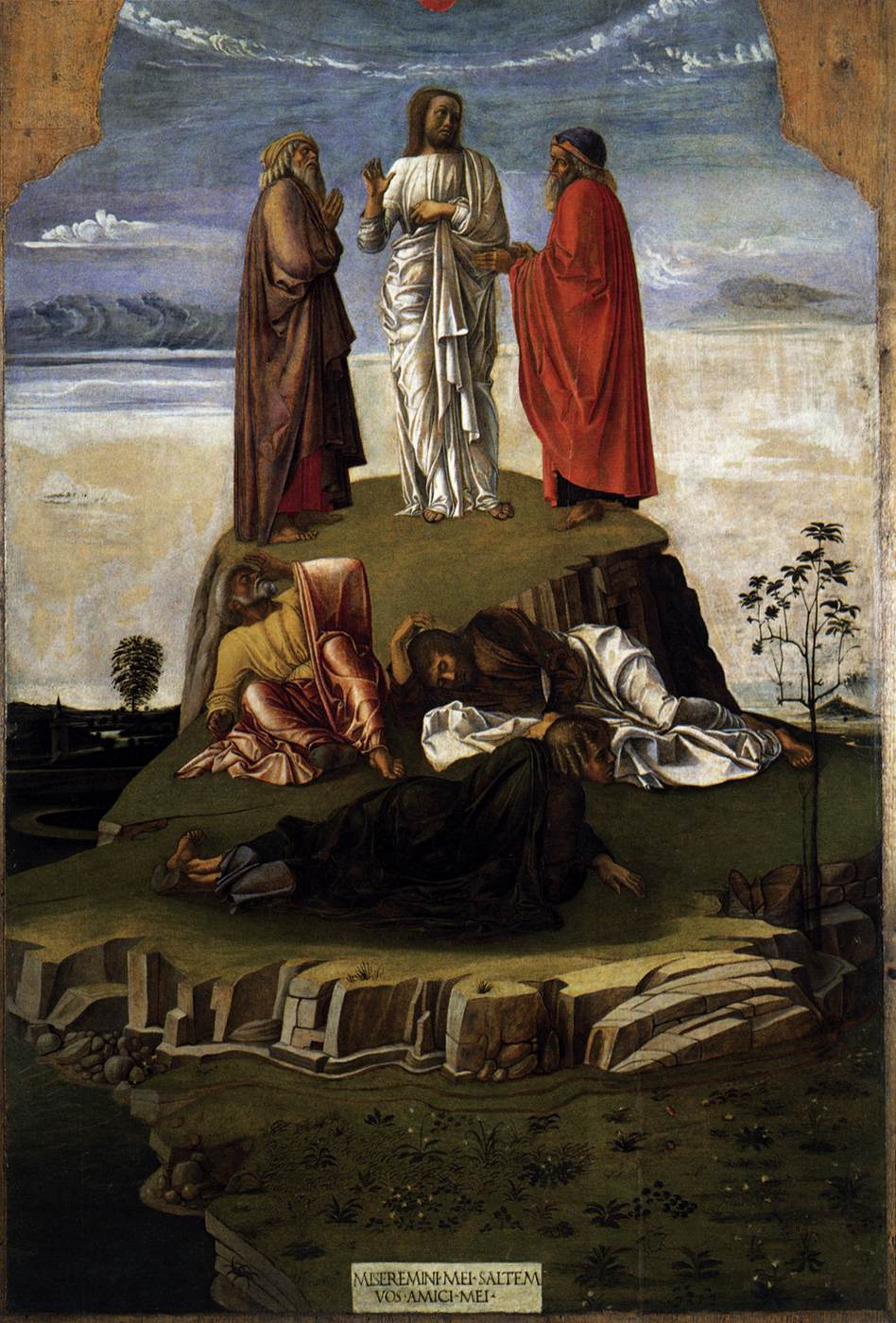
Giovanni Bellini, Trasfigurazione di Venezia (1455-1460)
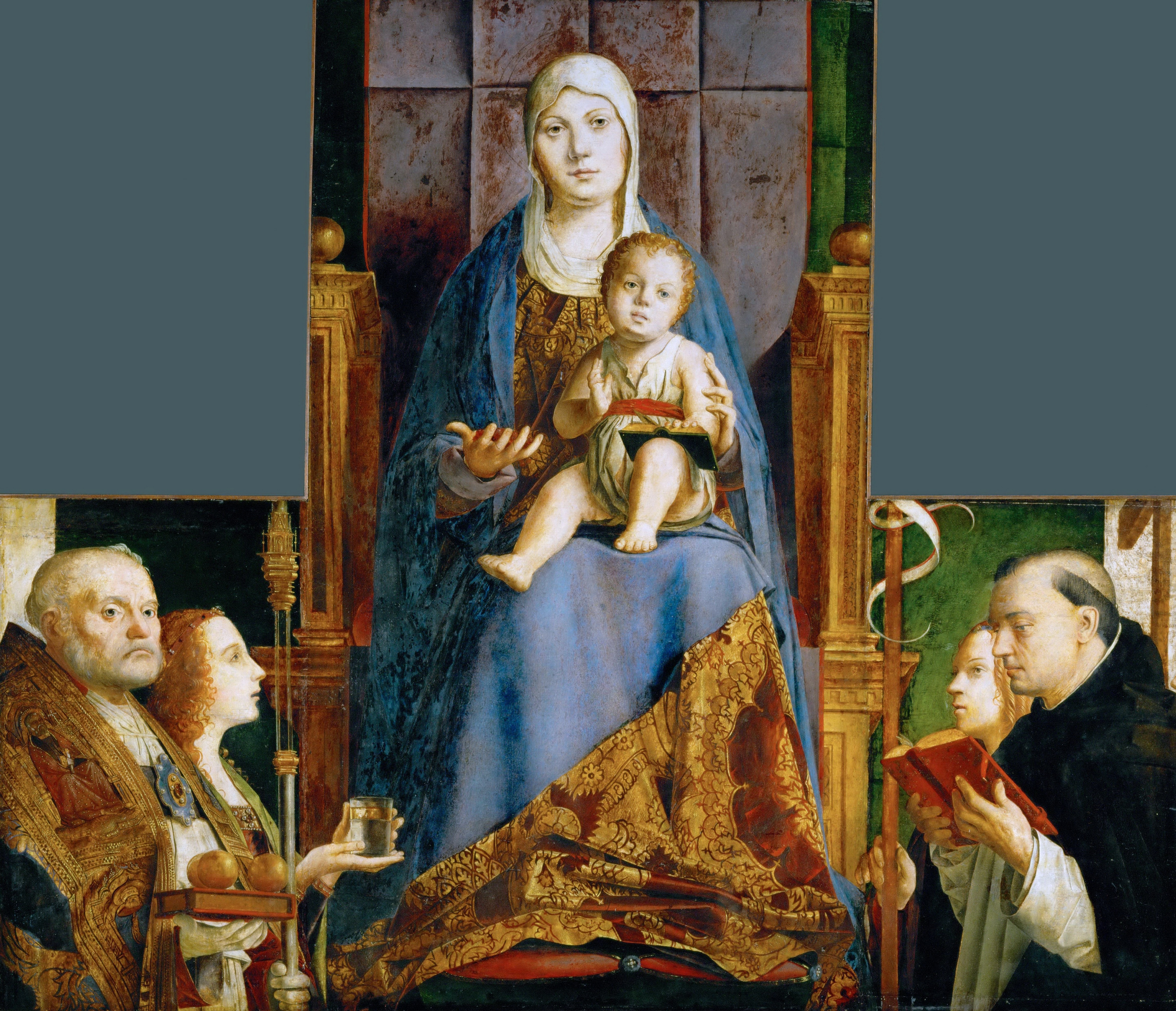
Antonello da Messina, Pala di San Cassiano (1475-1476)
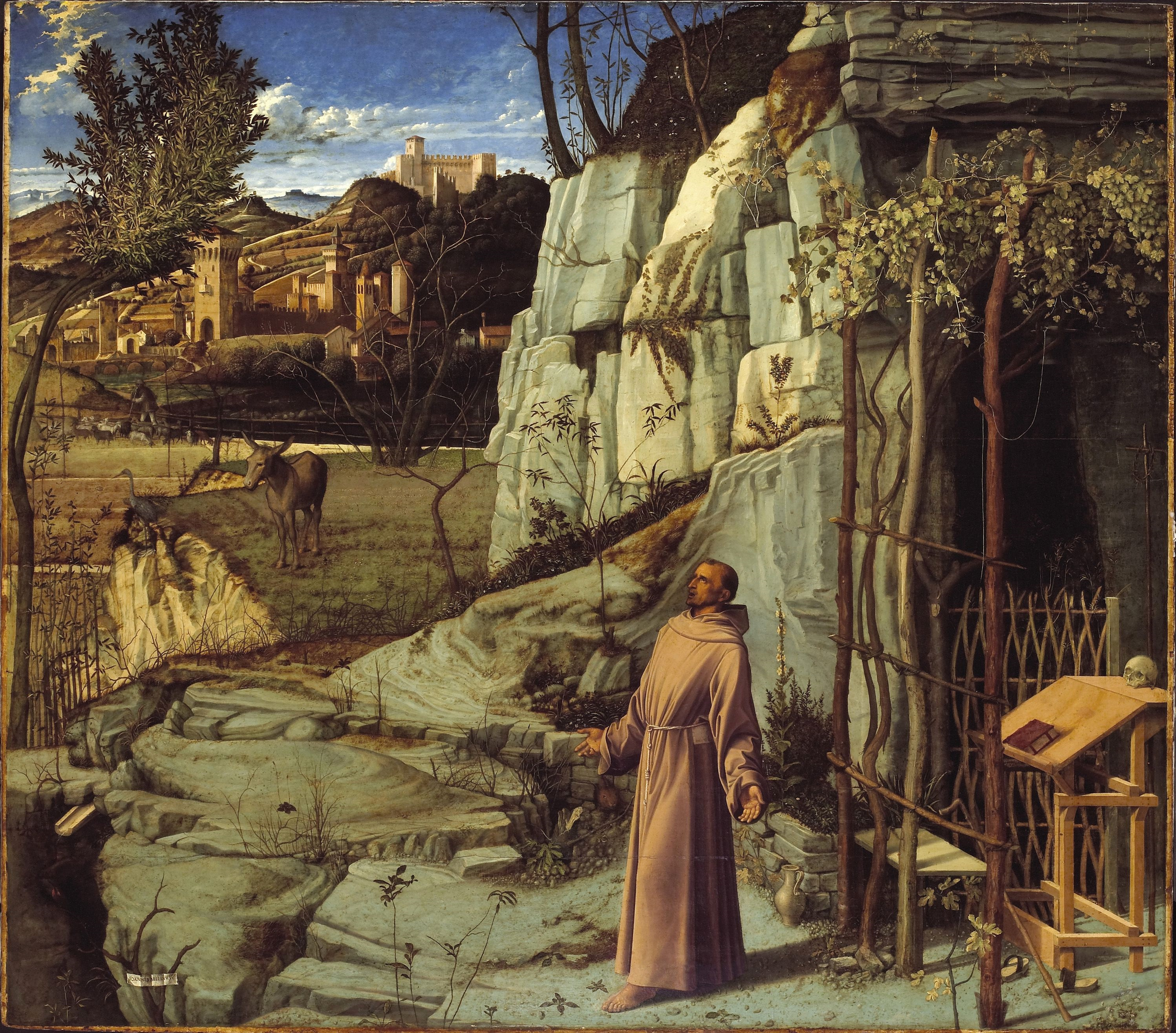
Giovanni Bellini, San Francesco nel deserto (1480 circa)
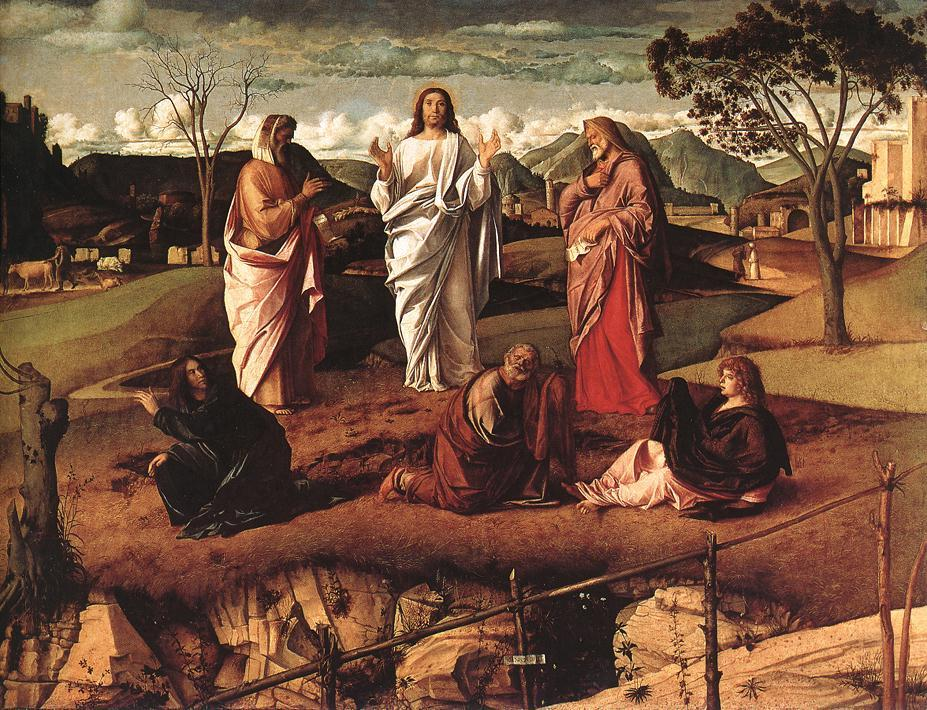
Giovanni Bellini, Trasfigurazione di Napoli (1490-1495)

#### Cima da Conegliano
Il principale seguace di Bellini, nonché a sua volta interprete sensibile e originale, fu Giovan Battista Cima detto Cima da Conegliano. Nelle sue pale d'altare l'impaginazione spaziale è chiaramente definita, con figure monumentali immerse in una luce cristallina, che accentua un diffuso senso di pace agreste nei paesaggi. Ciò si intona perfettamente con la calma dei personaggi, che rispecchiano la "quiete dell'anima".

#### Vittore Carpaccio

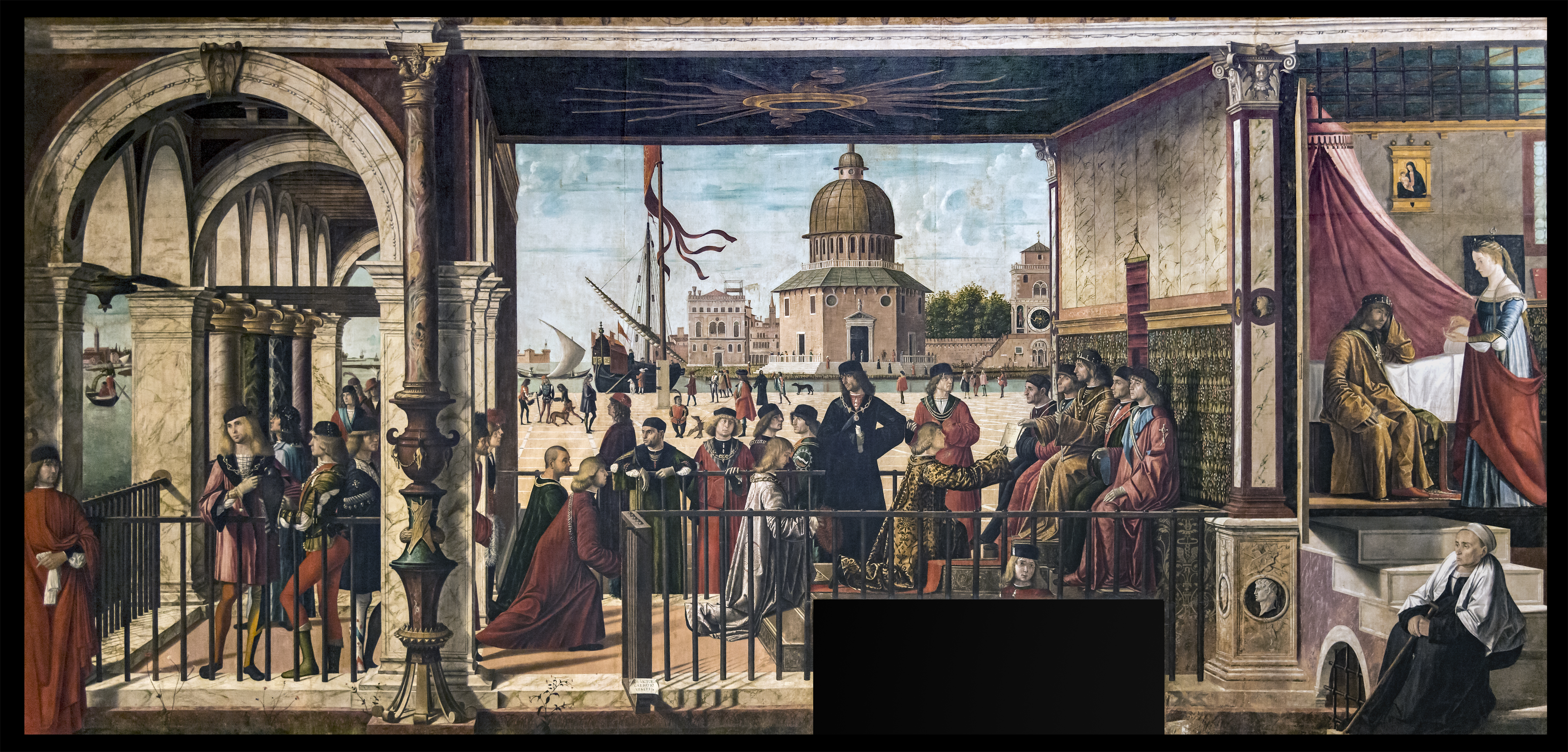
Carpaccio, Arrivo degli ambasciatori inglesi (1495 circa)

In questo periodo si sviluppò a Venezia un particolare tipo di pittura narrativa legata ai grandi cicli di teleri, diversa da quella elaborata in altri centri italiani per la ricchezza di elementi descrittivi ed evocativi. Essi erano essenzialmente destinati a ornare le pareti di grandi ambienti, dove gli affreschi non potevano essere utilizzati per problemi legati al particolare clima della laguna, in particolare quelli delle Scuole, cioè le confraternite di laici che raccoglievano persone legate da un medesimo mestiere o dalla stessa nazionalità oppure da particolari devozioni. I teleri erano spesso disposti come lunghi fregi fino a coprire intere pareti e il loro momento d'oro, con l'elaborazione più originale di schemi narrativi, cadde nell'ultimo decennio del XV secolo, quando vennero commissionati a pochi anni di distanza la decorazione del nuovo "Albergo" della Scuola Grande di San Marco (opera collettiva di vari artisti tra cui Gentile e Giovanni Bellini), della Scuola Grande di San Giovanni Evangelista (pure opera a più mani) e della Scuola di Sant'Orsola, quest'ultima opera del solo Vittore Carpaccio che si era già distinto nel Miracolo della Croce a Rialto per la Scuola di San Giovanni.

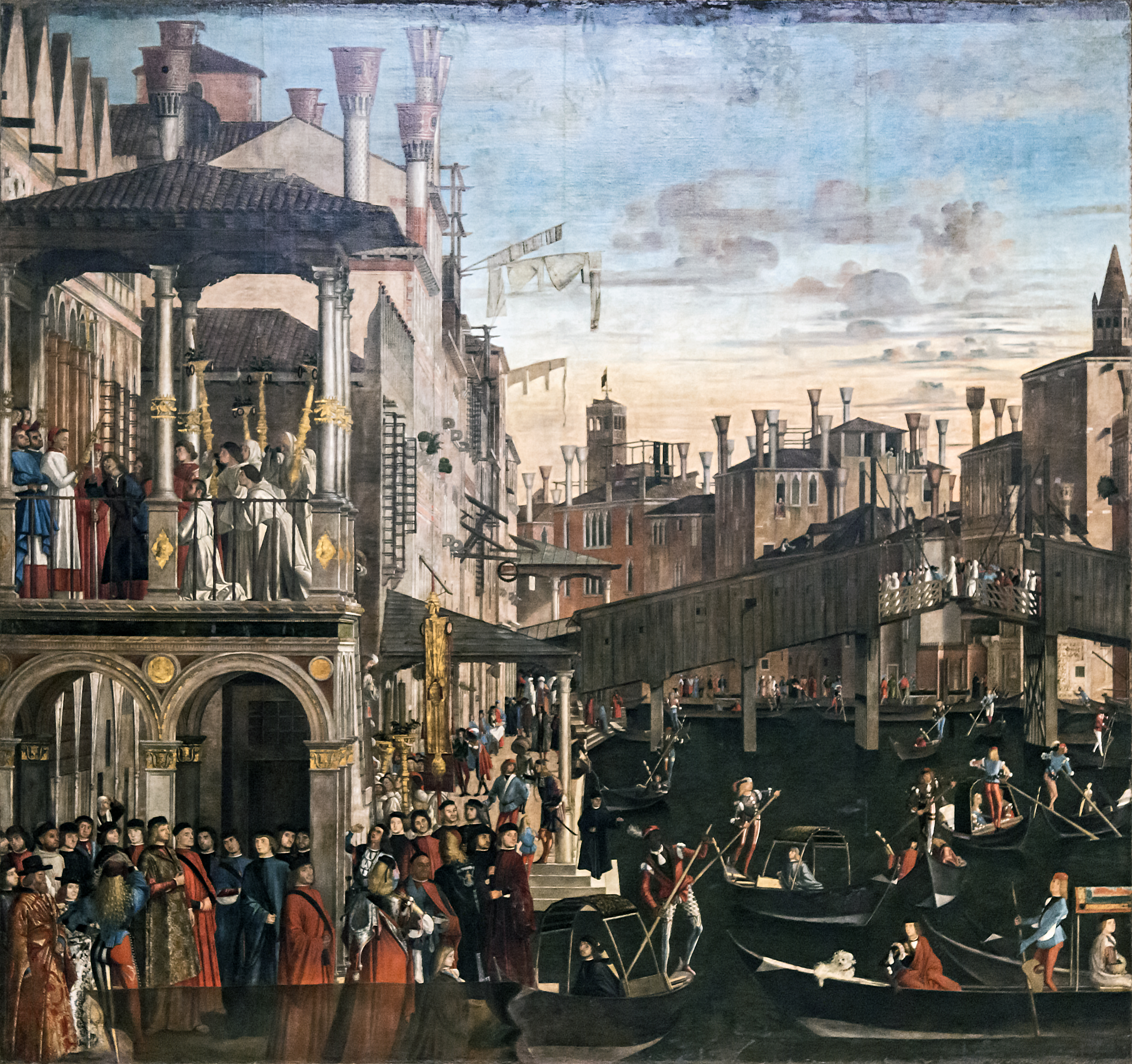
Carpaccio, Miracolo della Croce a Rialto (1496 circa)

Carpaccio creò tele enormi ricche di episodi dove comunque, soprattutto nella fase iniziale, la veduta continua a prevalere sulla narrazione, secondo l'esempio di Gentile Bellini. Nelle sue opere però la costruzione prospettica è rigorosa e il connettivo luminoso è ormai evidente, capace di legare l'estremamente vicino e l'estremamente lontano con un'unica luce soffusa e dorata, che dà la sensazione atmosferica di circolazione dell'aria.
Nelle Storie di sant'Orsola radunò spesso più episodi (come nell'Arrivo degli ambasciatori inglesi, 1496-1498) che si susseguono sul primo piano che diventa quindi palcoscenico. Ciò è sottolineato anche dalla figura del "festaiolo" un personaggio in primo piano che guarda lo spettatore coinvolgendolo nella rappresentazione, ripreso dal narratore delle sacre rappresentazioni del teatro rinascimentale. Gli sfondi sono occupati da amplissime vedute di città mari e campagne, immaginarie ma con elementi ripresi dal reale che le rendono familiari all'occhio abituato alla vista di Venezia e dell'entroterra veneto. 

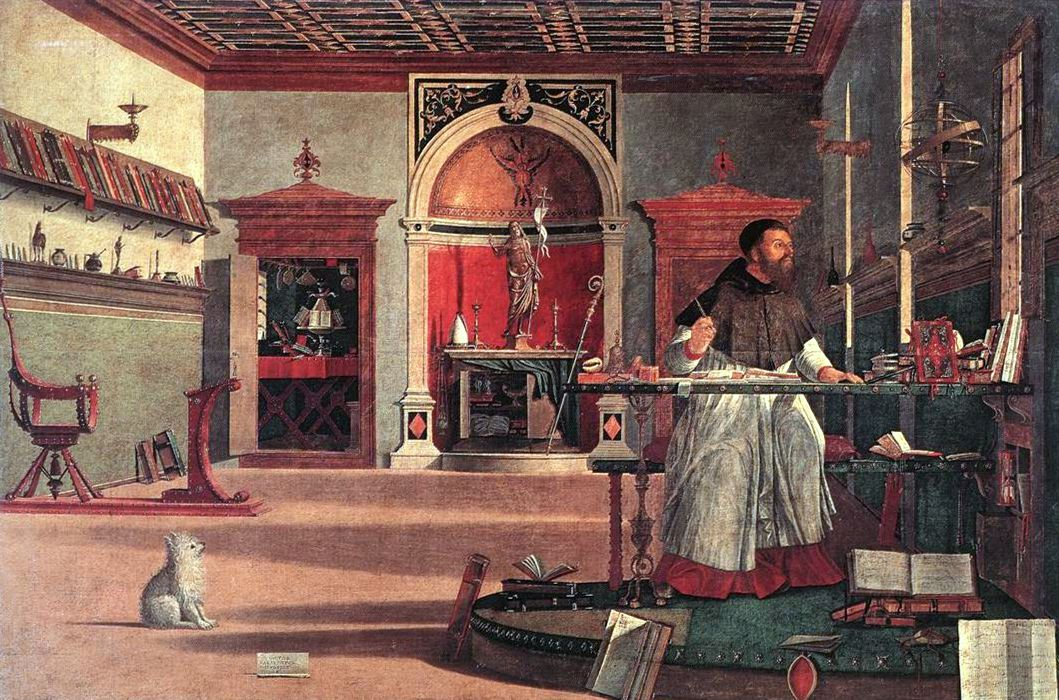
Carpaccio, Visione di sant'Agostino (1502)

Nel successivo ciclo per la Scuola di San Giorgio degli Schiavoni, pure curato interamente da Carpaccio, l'artista semplificò la struttura narrativa dei teleri, concentrandosi di volta in volta su un unico episodio, accentuandone però il potere evocativo e di fascinazione. Nello spettacolare San Giorgio e il drago (1502) le figure creano un teso arco dinamico, che rende al massimo la contrapposizione furiosa del combattimento. Alcuni dettagli ricordano la pericolosità della belva, come i macabri resti umani che cospargono il suolo, mentre altri sono legati ad astuzie prospettiche, come la fila scorciata di palmizi vicino alla città, o l'arco naturale di roccia che inquadra un veliero. Nel San Girolamo e il leone nel convento (1502), il pittore incede sulla descrizione ironica dei frati che fuggono alla vista della belva amica del santo, mentre nei Funerali di san Girolamo tutto è legato a un'atmosfera di raccoglimento e mestizia nell'ambientazione agreste. Capolavoro dell'artista è la Visione di sant'Agostino, dove il santo-umanista è rappresentato nel proprio studiolo gremito da libri e oggetti del lavoro intellettuale, con un pacato diffondersi della luce che simboleggia l'apparizione miracolosa di san Girolamo al vescovo di Ippona.
Negli anni seguenti la produzione dell'artista restò ancorata agli schemi quattrocenteschi, incapace di rinnovarsi alle rivoluzioni messe in atto dalla generazione successiva di artisti veneziani, venendo meno l'appoggio delle cerchie più colte e raffinate della città lagunare. Dopo essersi dedicato alla decorazione di altre scuole minori si ritirò in provincia, dove il suo stile ormai attardato trovava ancora estimatori.

#### Altri
Altri maestri che seguirono l'orchestrata armonia di spazio, luce e colore di Bellini furono Alvise Vivarini, Bartolomeo Montagna, Benedetto Diana.

### Architettura

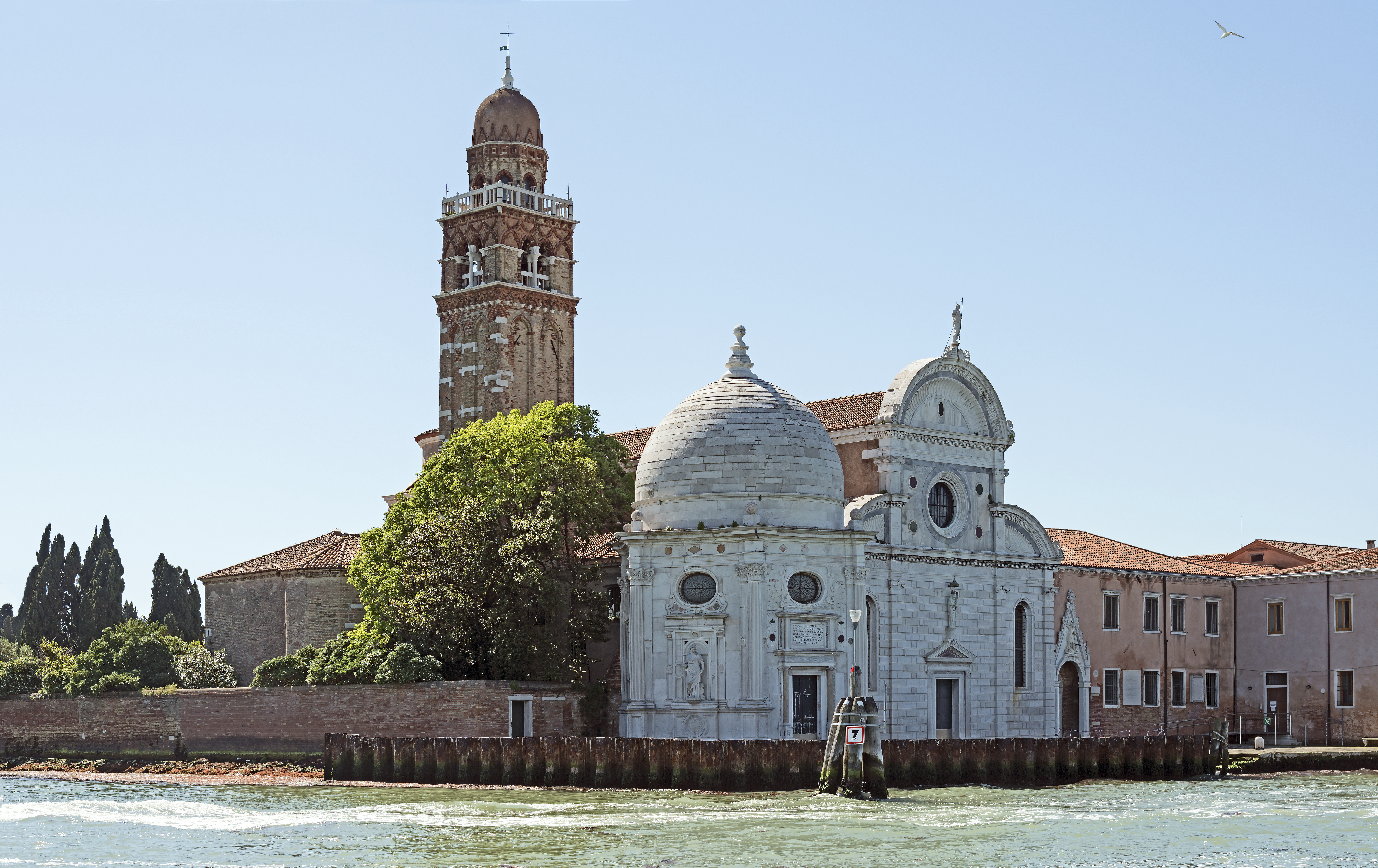
San Michele in Isola

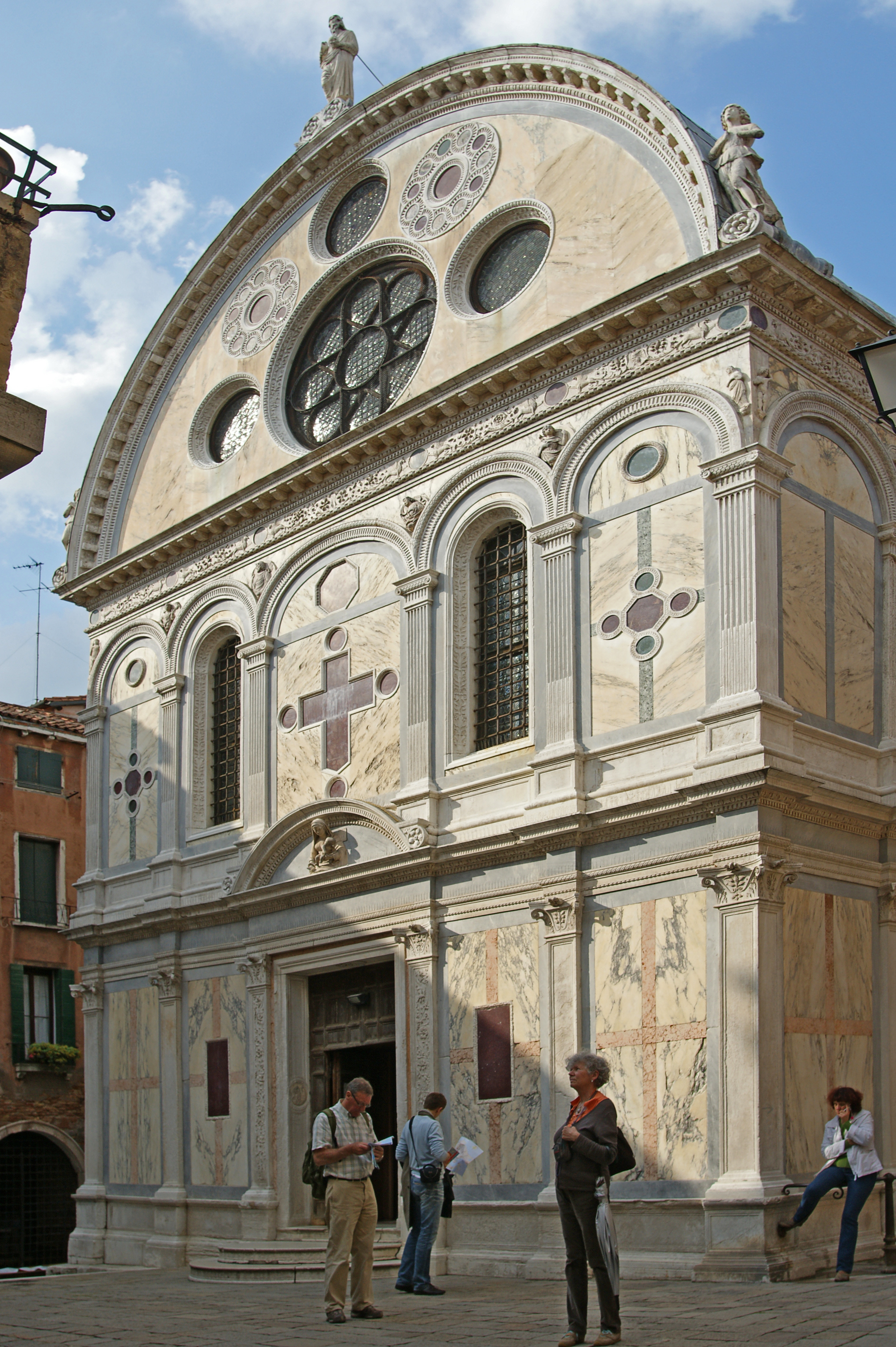
Santa Maria dei Miracoli

Negli anni 1460-1470 si registrò a Venezia anche una svolta nell'architettura, con l'arrivo di architetti dall'entroterra e dalla Lombardia, tra i quali si distinse Mauro Codussi. Partecipe delle novità fiorentine di Brunelleschi, Leon Battista Alberti e Michelozzo, portò in laguna uno stile rinascimentale rivisitato, visibile già nella sua prima opera, la chiesa di San Michele in Isola (1468-1479). La chiesa ha una facciata tripartita, liberamente ispirata al Tempio Malatestiano dell'Alberti, con due ordini sovrapposti. Quello superiore presenta un attico tra lesene con l'oculo e quattro dischi marmorei policromi, sormontati dal frontone curvilineo, mentre i lati sono raccordati da due ali ricurve, dai fini ornamenti a rilievo a conchiglia; nel punto in cui si raccordano alla parte centrale si trova un cornicione sporgente che taglia in due le lesene. L'interno della chiesa è diviso in tre navate, scandite da archi a tutto sesto retti da colonne. Ciascuna navata è coperta da cassettoni e finisce in un'abside semicircolare, con l'ultima campata separata ai lati da setti murari e coperta da una cupola cieca. Sul lato dell'ingresso si trova un vestibolo separato dal resto della chiesa da un "barco", cioè una cantoria retta da arcate. Sottraendo lo spazio del vestibolo e quello del presbiterio con le cupole si ottiene un corpo centrale perfettamente quadrato. Un esempio simile e precedente alla prima opera del Codussi (chiesa di San Michele) lo si ha a Sebenico nella chiesa di San Giacomo per opera dell'architetto Giorgio Orsini che aveva precedentemente lavorato a Venezia a palazzo ducale: fu Orsini a usare la pietra d'Istria bianca cavata all'isola di Brazza, poi usata dal Codussi. Inoltre questo modello di chiesa fu seguito lungo la costa Dalmata.
Costituisce novità l'inserimento di scritte latine in facciata. La prima più in alto: “Domus mea domus orationis" (vangelo di Matteo 21,13) . Traduzione: "La mia casa (sarà chiamata) casa di preghiera". La seconda più in basso:"Hoc in templo summe deus exoratus adveni et clemen. bon. pr. vo. suscipe" (testo con abbreviazioni presente nella facciata)"Hoc in templo summe deus exoratus adveni et clementi bonitate precum vota suscipe" (testo originale completo del canto "in dedicatione ecclesiae"). Traduzione: "O Dio implorato in questo tempio vieni e con clemente bontà accogli i voti delle preghiere".
L'elaborazione in chiave moderna della tradizione veneziana si vede anche nell'interno della chiesa di Santa Maria Formosa, dove sono ripresi i temi brunelleschiani delle membrature architettoniche in pietra grigia che risaltano sugli intonaci bianchi. Di Codussi furono anche il disegno delle Procuratie Vecchie  e della Torre dell'Orologio, ma fu soprattutto con i palazzi Corner-Spinelli e Vendramin-Calergi che ridefinì il modello della casa patrizia veneziana rinascimentale. Il secondo soprattutto appare come un'interpretazione locale dell'albertiano Palazzo Rucellai, con la facciata divisa in tre piani da cornici rette da semicolonne a ordini sovrapposti: dorico, ionico e corinzio. Ampie bifore, dal ritmo diseguale (tre affiancate al centro, due più isolate ai lati), movimentano il prospetto, dandogli l'aspetto di una loggia a due piani, che si rispecchia anche nel pian terreno, dove al posto della finestra centrale si trova il portale. È il telaio architettonico a dominare la facciata, subordinando i sobri intarsi policromi e gli elementi decorativi.
Accanto a rigoroso e moderno Codussi, lavorarono in città anche altri architetti, dal gusto più ornato, quali Antonio Rizzo e Pietro Lombardo. Il primo si era formato al cantiere della Certosa di Pavia e fu il responsabile per circa un quindicennio dei lavori di ricostruzione e ampliamento di Palazzo Ducale. Il secondo, di origine ticinese, fu l'artefice di alcune opere dove l'uso degli ordini classici era fuso con una decorazione esuberante alla lombarda e col gusto lagunare di rivestire le pareti di marmi pregiati, come Palazzo Dario e la chiesa di Santa Maria dei Miracoli.
- L'interno di Santa Maria Formosa
- Palazzo Corner Spinelli
- Ca' Vendramin Calergi
- Palazzo Dario

### Scultura
Nella seconda metà del XV secolo gli scultori attivi a Venezia erano soprattutto gli stessi architetti o figure comunque legate ai loro cantieri, che si formavano nelle loro botteghe. Fu il caso ad esempio dei due figli di Pietro Lombardo, Tullio e Antonio, che ricevettero le commissioni per grandiosi monumenti funebri dei dogi, statue e complessi scultorei. Gli indirizzi espressi dalla scultura di quel periodo non erano omogenei e spaziavano dal vigoroso ed espressivo realismo di Antonio Rizzo (statue di Adamo e di Eva nell'Arco Foscari), al maturo classicismo di Tullio Lombardo (Bacco e Arianna).
Alla bottega di Tullio Lombardo in particolare vennero affidati alcuni monumenti funebri di stato, che rappresentano tra i più compiuti esempi di questa tipologia. Il monumento funebre al doge Pietro Mocenigo (1477-1480 circa) ha una serie di statue e rilievi legati alla figura di "capitano da mar", nella celebrazione di una sua vittoria, seppur modesta, contro gli Ottomani nell'Egeo. Il monumento venne impostato come il conferimento di un trionfo, rievocando dall'antico alcuni miti simbolici, come quello delle fatiche di Ercole.
Ancora più legato a modelli antichi fu il monumento funebre al doge Andrea Vendramin (1493-1499), con una struttura architettonica derivata dall'arco di Costantino, che venne ampiamente ripresa negli anni successivi. Il defunto è rappresentato al centro, sdraiato sul sarcofago, che è decorato da personificazioni di Virtù, di sapore ellenistico. Nella lunetta il doge è ritratto, su un bassorilievo, mentre adora la Vergine che assomiglia a una dea classica. Anche lo zoccolo, dove si trova l'elegante iscrizione in carattere lapidario romano, è ricco di rilievi simbolici in stile che imita l'antico, anche quando rappresenta personaggi biblici come Giuditta. Nelle nicchie laterali si trovavano originariamente delle statue anticheggianti, oggi nel Bode Museum (Paggi reggiscudo), nel Metropolitan Museum (Adamo) e a Palazzo Vendramin Calergi (Eva), sostituite secoli dopo da opere di altri artisti.
- Antonio Rizzo, Arco Foscari (1483-1498)
- Monumento funebre al doge Pietro Mocenigo (1477-1480 circa)
- Tullio Lombardo, Bacco e Arianna (1505 circa)

### Tipografia e stampa
Nel 1469 Giovanni da Spira fondò a Venezia la prima tipografia. L'attività ebbe un tale successo che alla fine del XV secolo i tipografi attivi erano già quasi duecento, garantendo alla città un'egemonia sia sul piano tecnico, sia culturale e artistico. Dal 1490 Aldo Manuzio pubblicò magnifiche edizioni di opere classiche e contemporanee di grande qualità. Capolavoro dell'arte tipografica del tempo fu il romanzo allegorico dell'Hypnerotomachia Poliphili di Francesco Colonna, pubblicata da Manuzio nel 1499: in essa i caratteri del testo sono armoniosamente legati alle illustrazione xilografiche e ai motivi ornamentali di delicata ispirazione classica.

## Prima metà del XVI secolo
All'inizio del Cinquecento Venezia controllava un territorio diviso in "Stato di Terra", dall'Adda all'Isonzo, e "Stato di mare", che csi estendeva in Istria, Dalmazia, nelle Isole Ionie, a Creta, alle Cicladi e in parte delle Sporadi e di Cipro. La città stava diventando uno dei centri artistici più importanti d’Italia, soprattutto grazie a commercio e mercantilismo oltre che alla ricchezza del suo emporio, uno dei più diversificati d'Europa. La politica generale è ormai orientata verso la riconversione da impero marittimo in potenza di terraferma, all'interno degli equilibri politici tra gli stati italiani. Subì una forte crisi nel 1510, quando la città fu colpita dal papa e dalla Lega di Cambrai, che seguiva i gravi problemi degli scontri con gli Ottomani nel Mediterraneo orientale. Ma la situazione si ribaltò completamente grazie a un cambiamento di alleanza del papa e grazie alla lealtà di parte delle popolazioni controllate da Venezia.
Da un punto di vista culturale la città si andava affermando come centro di studi umanistici, soprattutto grazie alle tipografie che pubblicavano i testi classici. A ciò si aggiungeva un fervido interesse verso gli studi di archeologia, i dati scientifici e, soprattutto, le discipline botaniche. Uno dei dibattiti che animano la scena culturale veneziana dell'epoca è quello della possibilità di conciliare la "vita contemplativa", intesa come attività speculativa filosofica e religiosa da compiersi in solitudine distaccati dagli eventi mondani, e "vita attiva", intesa come servizio alla comunità per il conseguimento dell'"onore". Se i grandi umanisti veneti del tardo quattrocento tentarono di dimostrare la possibilità di conciliazione tra i due opposti, all'inizio del nuovo secolo le due tendenze appaiono prepotentemente inconciliabili, dando origine a gravi crisi personali.
La pratica "contemplativa" tra gli intellettuali veneti favorisce il diffondersi di forme particolari di collezionismo, come le raccolte di antichità, gemme, monete, rilievi, codici, incunaboli e dipinti, tutti legati a particolari inclinazioni culturali e caratteriali del collezionista. Uno degli esempi più celebri fu la collezione del cardinale Domenico Grimani.
La relativa libertà che l'oligarchia della Serenissima garantiva ai suoi cittadini e ai visitatori, era la migliore tra quelle che le corti italiane potevano offrire, e ne fece in quegli anni un frequentato riparo da coloro che erano rimasti coinvolti nei pericolosi giochi di potere dei propri stati, accogliendo alcuni dei geni più illustri italiani e stranieri. Tra gli ospiti più illustri vi furono Michelangelo oppure gli esuli del Sacco di Roma, tra cui Jacopo Sansovino, che si stabilì in città portando le novità architettoniche sviluppate in Italia centrale.

### Dürer a Venezia

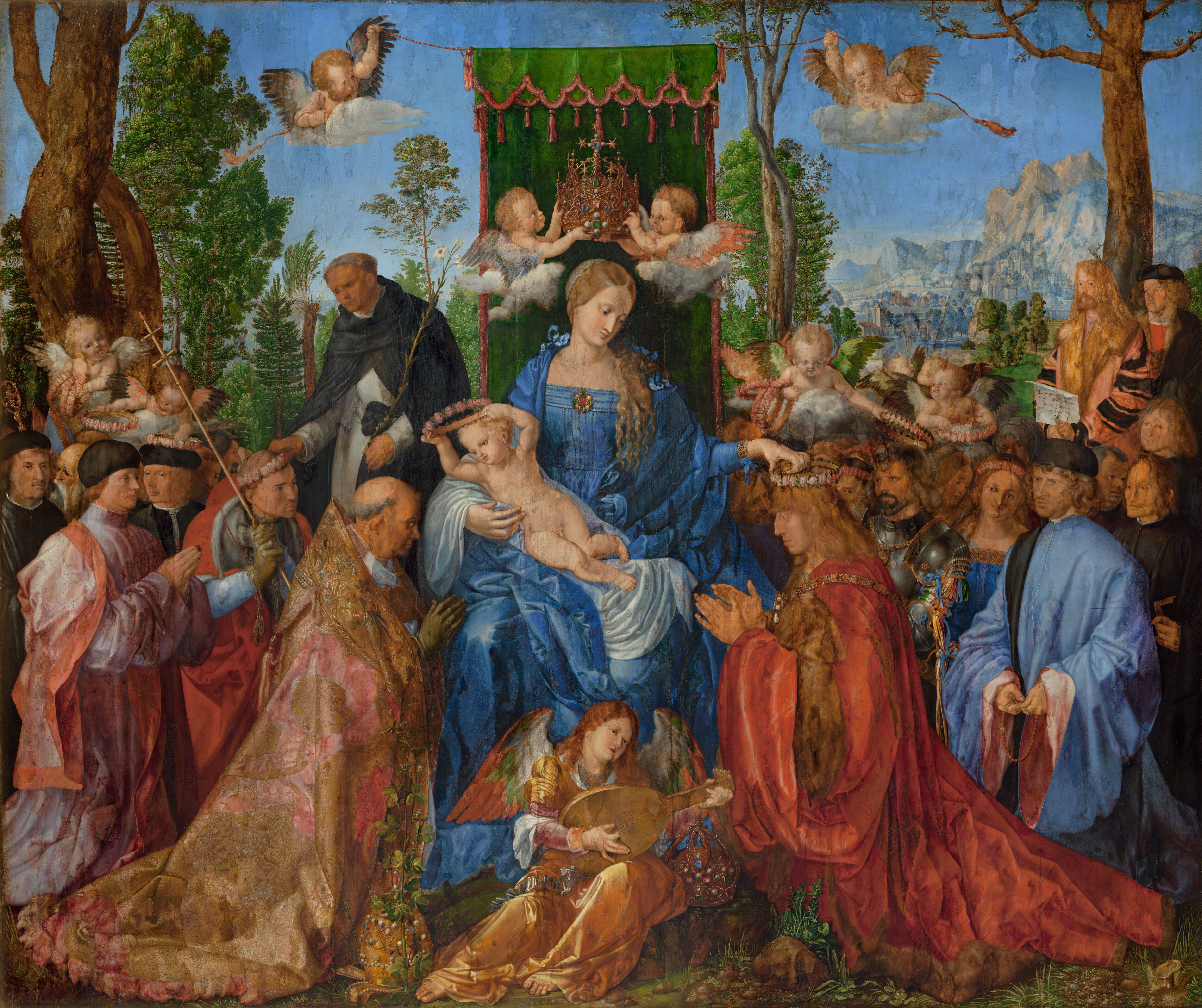
Albrecht Dürer, Festa del Rosario (1506)

Nel 1505, fino all'inizio del 1507, il più importante pittore tedesco dell'epoca, Albrecht Dürer visitò la città di Venezia per la seconda volta, dopo esserci stato nel 1494-1495. In questo secondo soggiorno la sua fama è ormai molto ampia, grazie a una serie di incisioni di successo in tutta Europa, e i mercanti del Fondaco dei Tedeschi gli commissionarono una pala d'altare per la loro chiesa a Rialto, San Bartolomeo.
Nel dipinto il maestro tedesco assorbì le suggestioni dell'arte veneta del tempo, come il rigore della composizione piramidale con al vertice il trono di Maria, la monumentalità dell'impianto e lo splendore cromatico, mentre di gusto tipicamente nordico è l'accurata resa dei dettagli e delle fisionomie, l'intensificazione gestuale e la concatenazione dinamica tra le figure. L'opera è infatti memore della calma monumentalità di Giovanni Bellini, con l'omaggio esplicito dell'angelo musicante al centro. Nonostante l'ammirazione generale e la risonanza, il dipinto suscitò tra gli artisti veneziani una scarsa influenza, sicuramente minore rispetto alle incisioni dell'artista.

### Leonardo e leonardeschi in Laguna

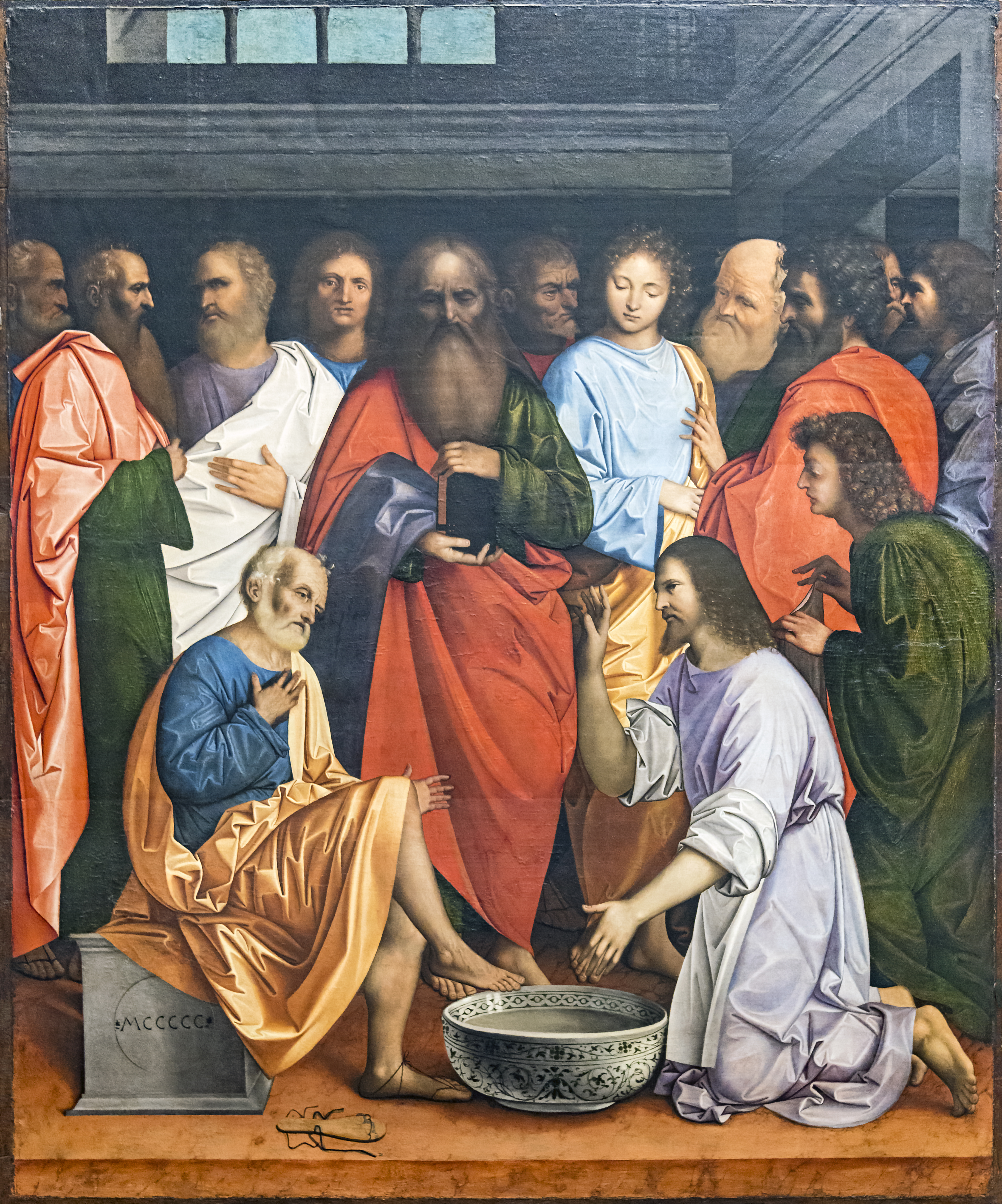
Giovanni Agostino da Lodi, Lavanda dei piedi (1500)

Leonardo da Vinci visitò Venezia nel 1500 e forse vi era già stato al seguito di Verrocchio nel 1496. Sebbene non siano sicuramente individuabili opere sue create o lasciate nella città lagunare, molti indizi e citazioni, iconografiche e stilistiche, confermano che il suo passaggio non fu inosservato, contribuendo fondamentalmente alla nascita del tonalismo, un'estrema conseguenza dello sfumato, e della diffusione della prospettiva aerea.
Più documentata è invece la presenza e l'influenza di artisti lombardi di matrice leonardesca negli anni immediatamente successivi. A Venezia la nazione lombarda si riuniva alla Scuola dei Lombardi, situata in un edificio eretto sul finire del Quattrocento presso la basilica dei Frari. Dal punto di vista quantitativo, prevalevano gli scultori e gli scalpellini (tra cui quelli della famiglia Lombardo). Dalla fine del Quattrocento incominciano a essere però presenti e ben inseriti anche alcuni pittori, tra cui primeggiavano Andrea Solario, fratello dello scultore Cristoforo e autore di piccole opere di soggetto sacro, e Giovanni Agostino da Lodi, considerato il primo divulgatore dei modi leonardeschi a Venezia. A quest'ultimo spetta la Pala dei barcaioli per la chiesa di San Pietro Martire a Murano.
Seguirono poi Francesco Napoletano, morto a Venezia nel 1501, e Marco d'Oggiono, già collaboratore diretto di Leonardo, che eseguì una serie di teleri per la Scuola dei lombardi, oggi perdute, che dovettero contribuire molto alla diffusione dei modi leonardeschi, soprattutto in Giorgione.

### Giorgione

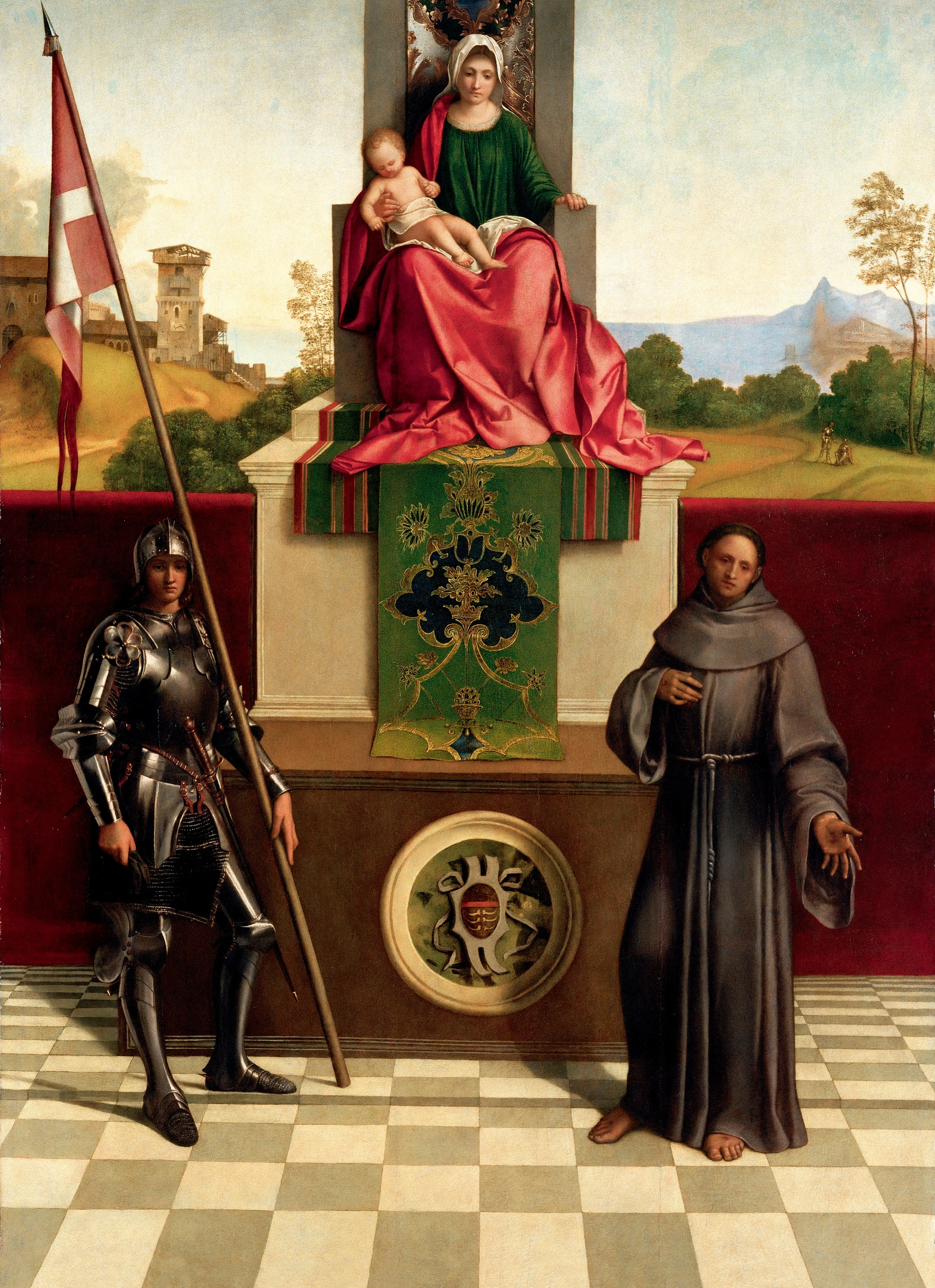
Giorgione, Pala di Castelfranco (1502 circa)

Giorgione fu il pittore che operò un profondo rinnovamento del linguaggio pittorico lagunare, in poco più di dieci anni di attività. Figura per molti versi misteriosa, dalle pochissime notizie biografiche certe, fu un artista perfettamente integrato nella cerchia degli intellettuali aristocratici, per i quali creò alcuni ritratti e soprattutto opere di formato ridotto dai complessi significati allegorici, oggi solo in parte decifrabili.
Meditando sui modelli leonardeschi, arrivò a sviluppare uno stile in cui è il colore a fare da padrone: steso spesso direttamente sul supporto senza un preciso disegno preparatorio, genera le variazioni di luce per "macchie" di colore, che definiscono il volume delle figure, la morbidezza e il rilievo, con effetti chiaroscurali di "avvolgimento atmosferico", cioè quel particolare risultato per cui le figure sembrano fuse indissolubilmente nel paesaggio. L'ispirazione del momento incomincia così a prendere il sopravvento sullo studio preparatorio.
Già in opere attribuite alla fase iniziale, come la Sacra Famiglia Benson o l'Adorazione dei pastori Allendale si coglie una stesura cromatica delicata, in cui sono messi in risalto i valori atmosferici e l'armonia tra figure e ambiente. La Pala di Castelfranco (1502 circa) mostra già un'innovativa semplificazione strutturale, risolvendo la sacra conversazione, impostata ancora in maniera piramidale, in uno sfondo campestre piuttosto che architettonico (come nella tradizione di Giovanni Bellini) e senza curarsi del rigore prospettico (come si vede nel rapporto non chiarito tra profondità del troni e pavimento a scacchi). Soprattutto le figure dei santi laterali sono modellate con morbidi trapassi di luce e ombra, sullo sfondo di un parapetto rosso che divide in due metà la composizione, una terrena e una "celeste". Nel paesaggio appare già perfetta la padronanza della scala tonale della prospettiva aerea, secondo cui gli oggetti più lontani sono schiariti per effetto della naturale foschia.

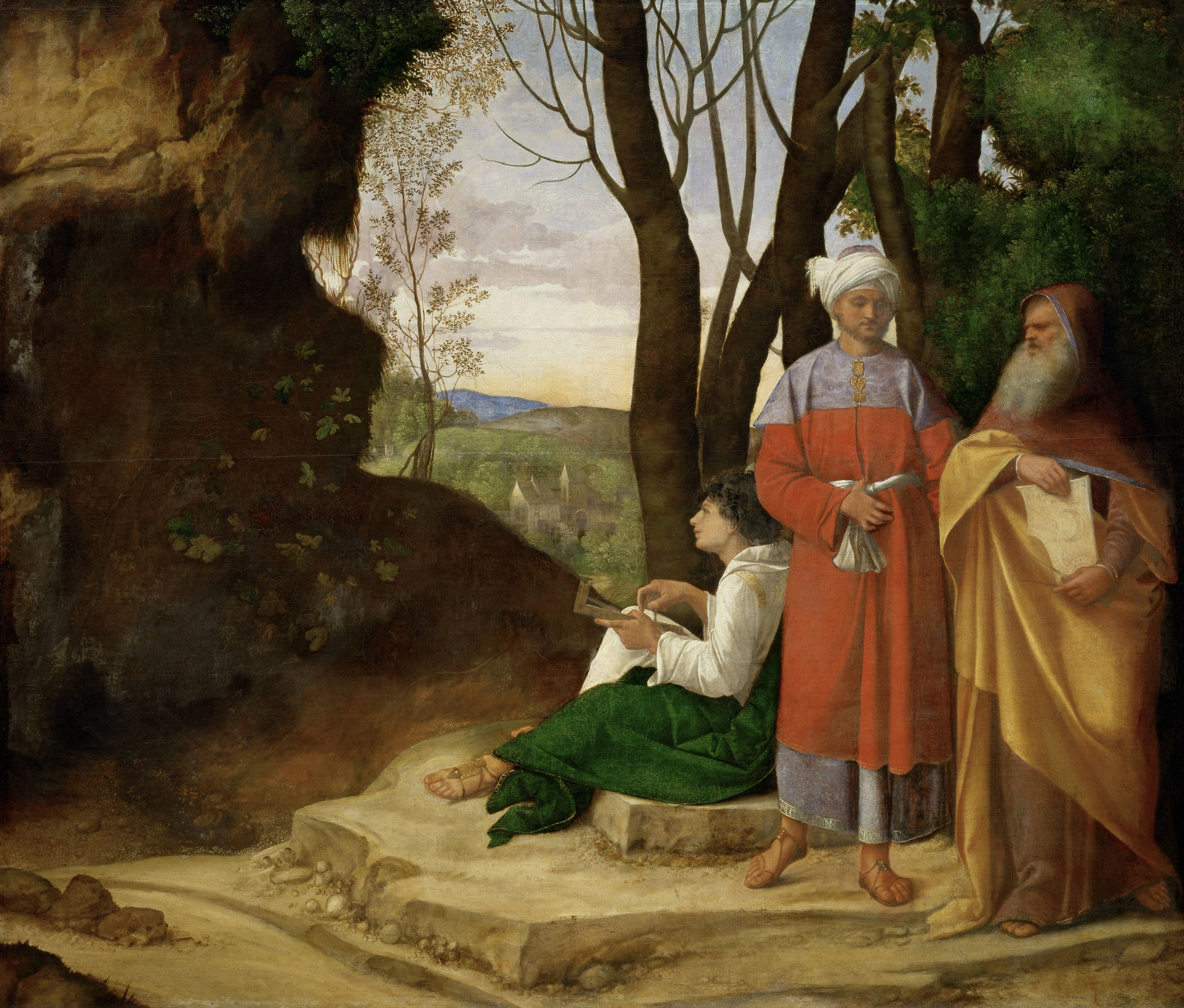
Giorgione, Tre filosofi (1504-1505 circa)

Nei Tre filosofi (1504-1505 circa) si fondono numerosi elementi allegorici, forse riferibili a una rappresentazione dei Magi come "tre sapienti". Il sole sta tramontando e dona all'opera una luce calda e soffusa, che accentua il senso di sospensione e mistero, in cui l'apparizione della stella (forse il bagliore nella caverna) arriva a guidare le ricerche conoscitive dei Magi. Altrettanto complesso, ricco di significati stratificati, è il dipinto della Tempesta, un magnifico esempio di paesaggio in cui figure allusive sono perfettamente integrate.
Opere di tale complessità nascevano in un contesto di rapporti strettissimi tra committente e artista, partecipi di una medesima cultura, come testimonia anche una lettera di Taddeo Albano a Isabella d'Este in cui l'agente si dichiara impossibilitato a procurare un'opera di Giorgione alla marchesa poiché i relativi proprietari non li avrebbero venduti «per pretio nessuno» avendoli «fatti fare per volerli godere per loro».
Capolavoro dell'ultima fase è la Venere dormiente, un recupero iconografico dall'antico che godette di un notevole successo ben oltre Venezia, in cui la dea distesa e addormentata, di una bellezza limpida e ideale, trova sottili accordi ritmici nel paesaggio che la sovrasta.
Verso il 1508 Giorgione ricevette l'unica commissione pubblica di cui sia rimasta traccia, la decorazione ad affresco della facciata esterna del Fondaco dei Tedeschi, realizzata in collaborazione con Tiziano. Del ciclo resta solo la figura di una Nuda molto deteriorata, in cui però dovevano essere presenti riferimenti simbolici molteplici e un intenso naturalismo, che si coglie anche in altre opere riferibili a quegli anni come il Ritratto di vecchia (1506 circa).

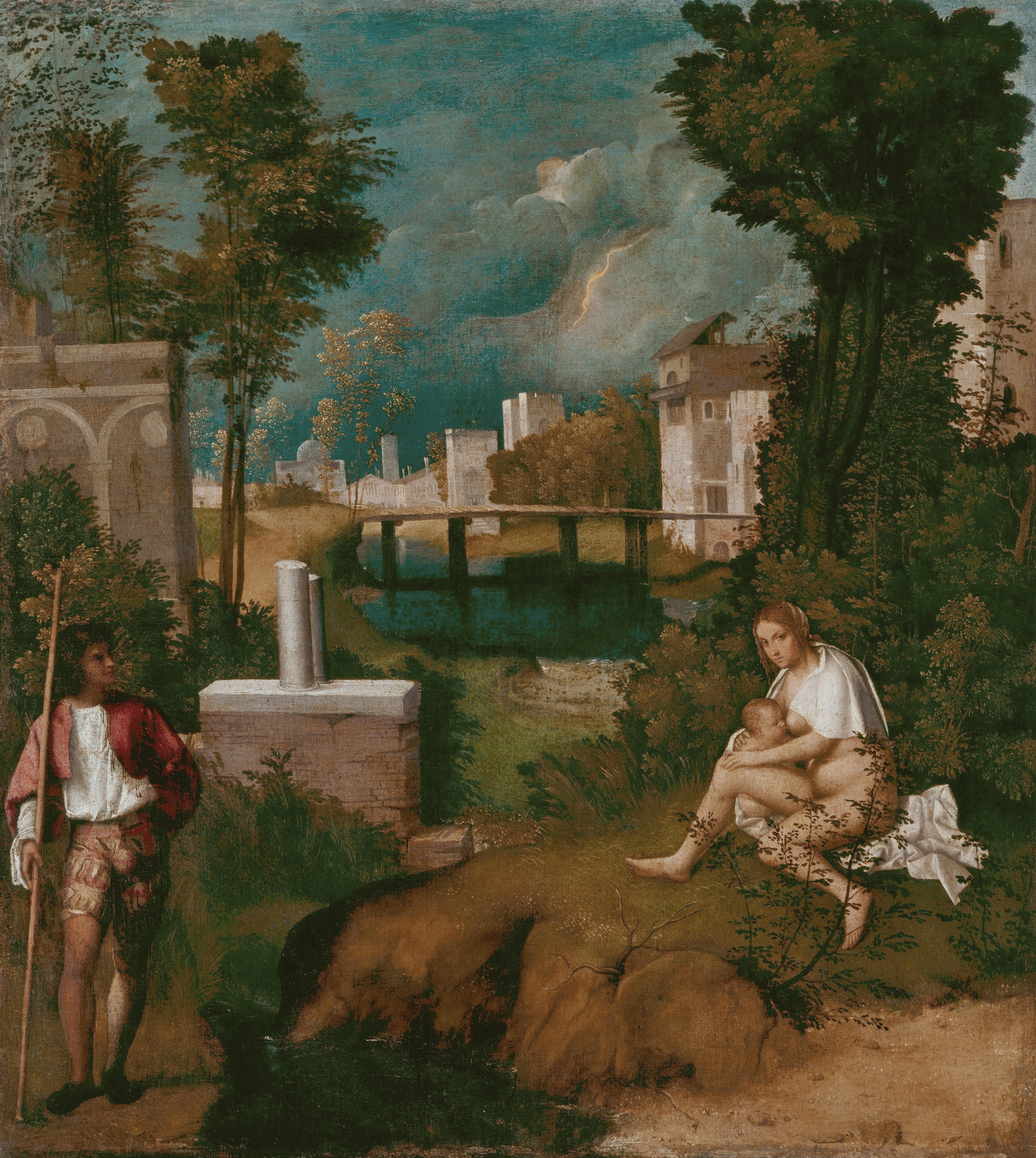
Giorgione, Tempesta (1505-1508 circa)
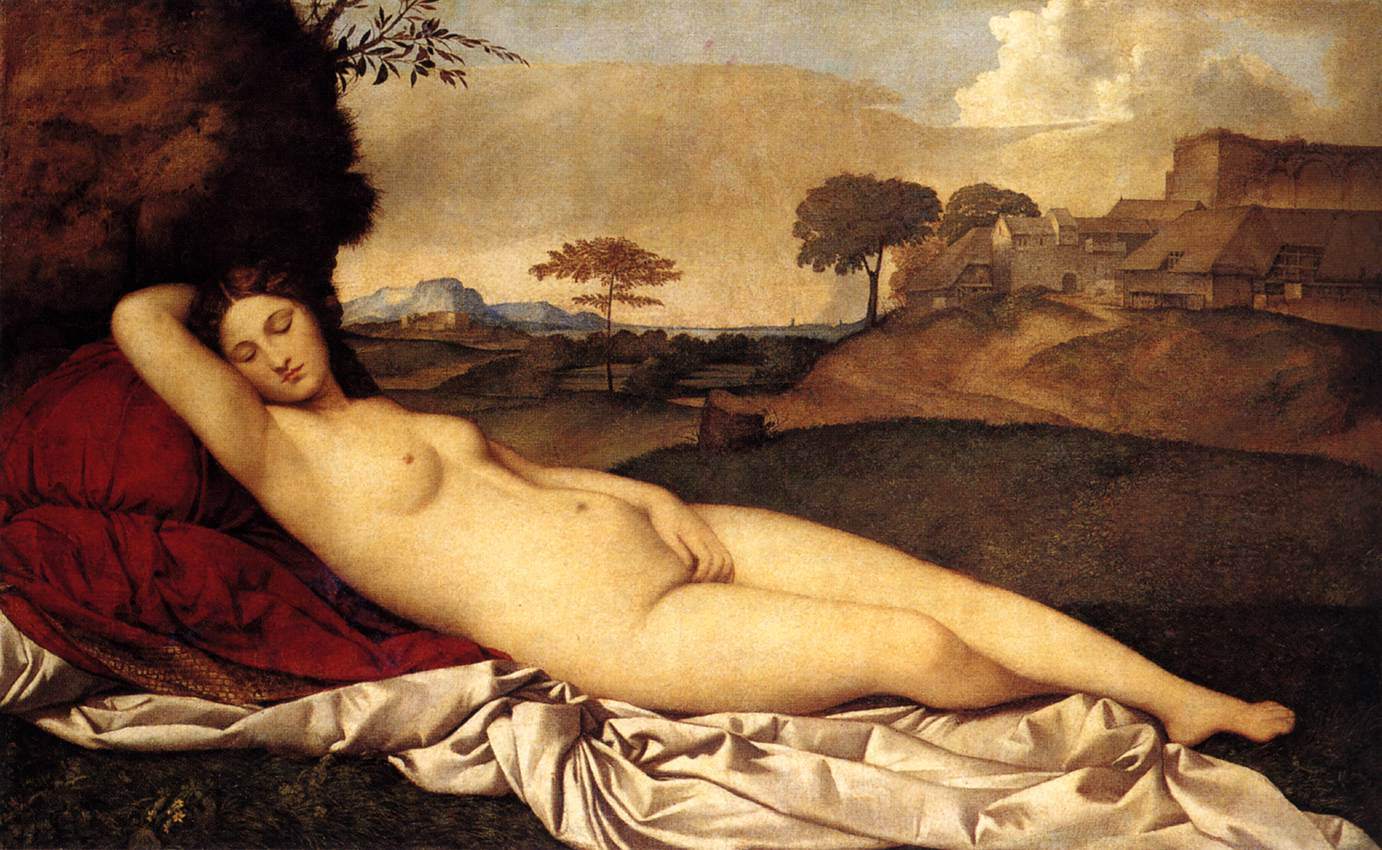
Giorgione, Venere dormiente (1507-1510 circa)
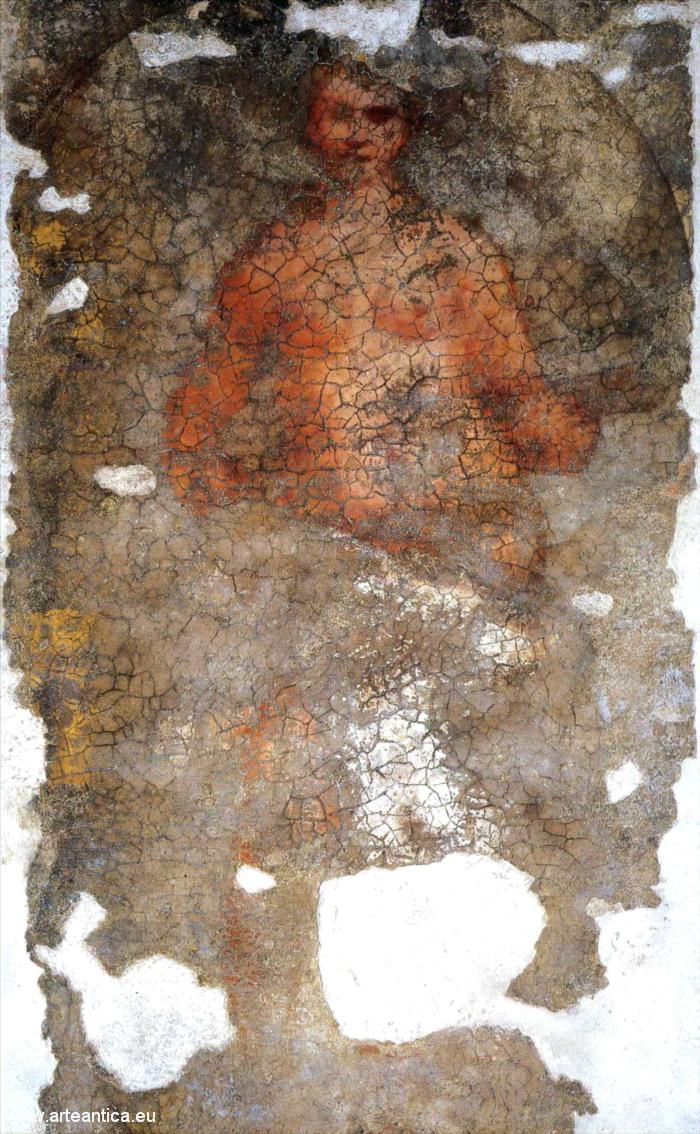
Giorgione, Nuda (1508)
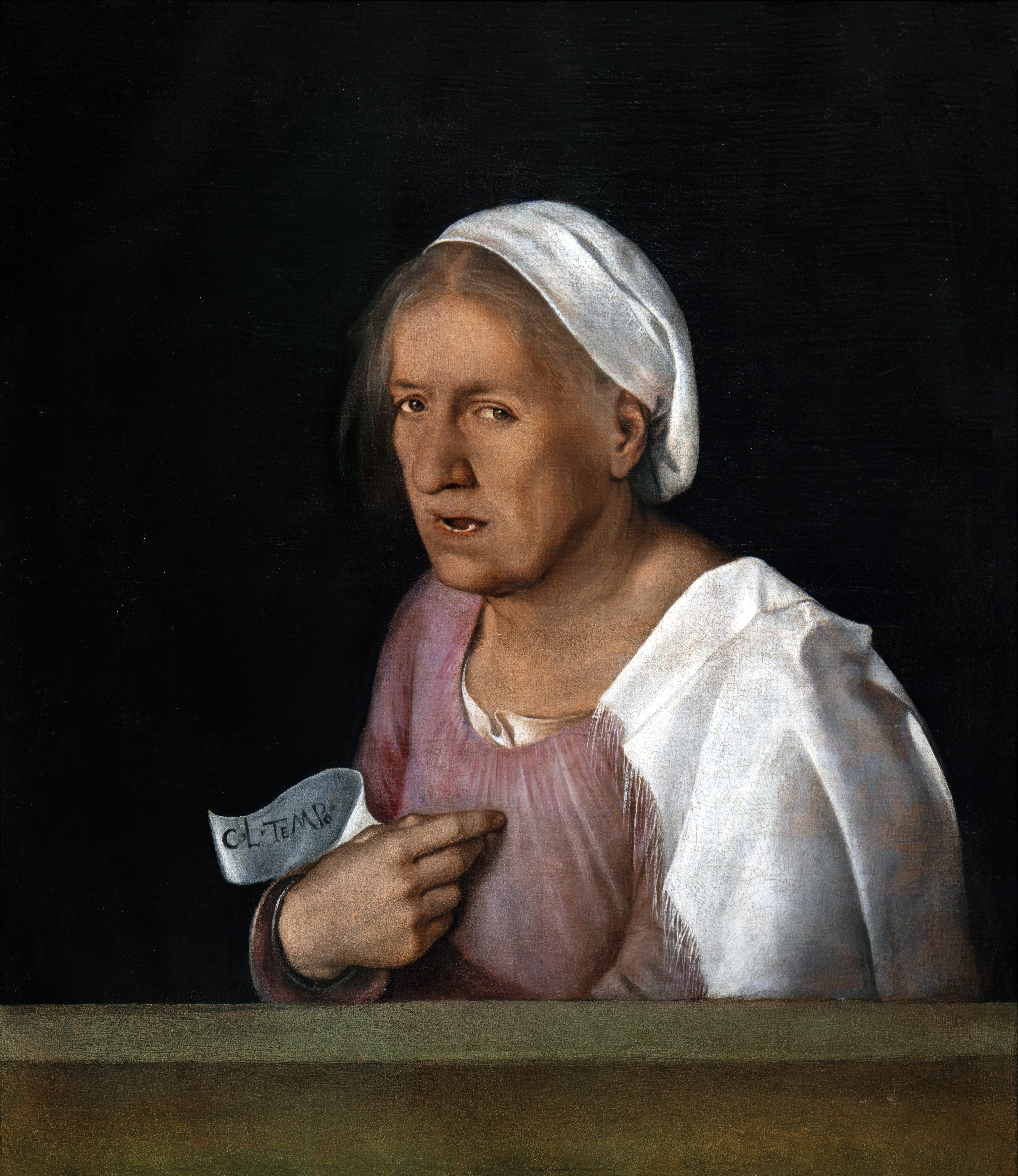
Giorgione, Vecchia (1506 circa)

### Tarda attività di Giovanni Bellini

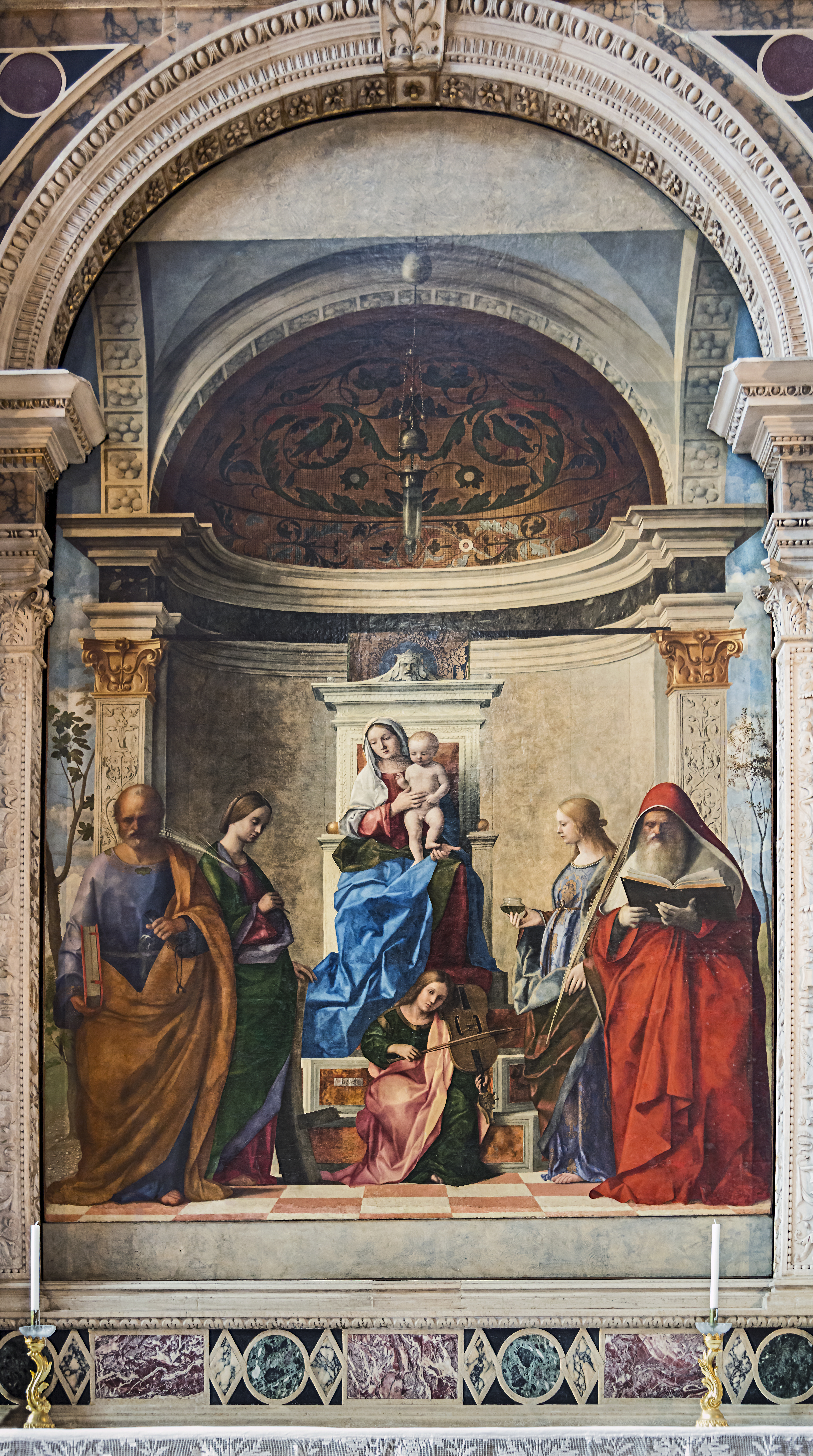
Pala di San Zaccaria (1505)

L'esempio di Giorgione accelerò quel processo, in corso ormai dagli ultimi due decenni del XV secolo, di rappresentazione della profondità dello spazio tramite un effetto di modulazione di aria e luce, in cui le figure si inseriscono con pacata naturalezza. Tra i protagonisti di queste conquiste è ancora il vecchio Giovanni Bellini, in opere come il Battesimo di Cristo e la Madonna del Prato, ma è con lavori più tardi, come la Pala di San Zaccaria che dimostra l'assimilazione e l'appropriarsi della tecnica tonalista di Giorgione. In questa pala d'altare la struttura architettonica si apre ai lati su limpide vedute di paesaggio, che lasciano penetrare una luce chiara e calda, che mette in risalto l'intensa concentrazione delle figure e la ricchezza cromatica delle loro vesti.
Un passo ulteriore nella fusione tra elementi del paesaggio e figure si ebbe poi con la pala dei Santi Cristoforo, Girolamo e Ludovico di Tolosa per la chiesa di San Giovanni Grisostomo, che integra alcune idee di maestri più giovani, come Giorgione e la Pala di Castelfranco o come Sebastiano del Piombo e la sua Pala di San Giovanni Crisostomo.
La sua fama, vasta ormai ben oltre i confini dello stato veneziano, ne fa oggetto di numerose richieste di privati, su soggetti rari nella sua produzione, legati alla letteratura e alla classicità. In una lettera di Pietro Bembo a Isabella d'Este (1505), si apprende come l'anziano maestro sia pienamente partecipe del nuovo clima culturale, in cui l'artista è ormai attivo anche nell'elaborazione tematica e iconografica del soggetto richiesto: «la invenzione» scrive Bembo «bisognerà che l'accordi alla fantasia di lui che l'ha a fare, il quale ha piacere che molti segnati termini non si diano al suo stile, uso, come si dice, di sempre vagare a sua voglia nelle pitture».
Tra gli ultimi capolavori il Festino degli dei, opera che inaugura la serie di decorazioni pittoriche del camerino d'alabastro di Alfonso I d'Este, o l'Ebbrezza di Noè. A un anno prima della morte, nel 1515, firmò la Giovane donna nuda allo specchio, in cui il corpo femminile è delicatamente modellato tra la penombra dell'interno e la luce che emana la finestra aperta su un paesaggio di ampio respiro, all'insegna di un limpido classicismo.

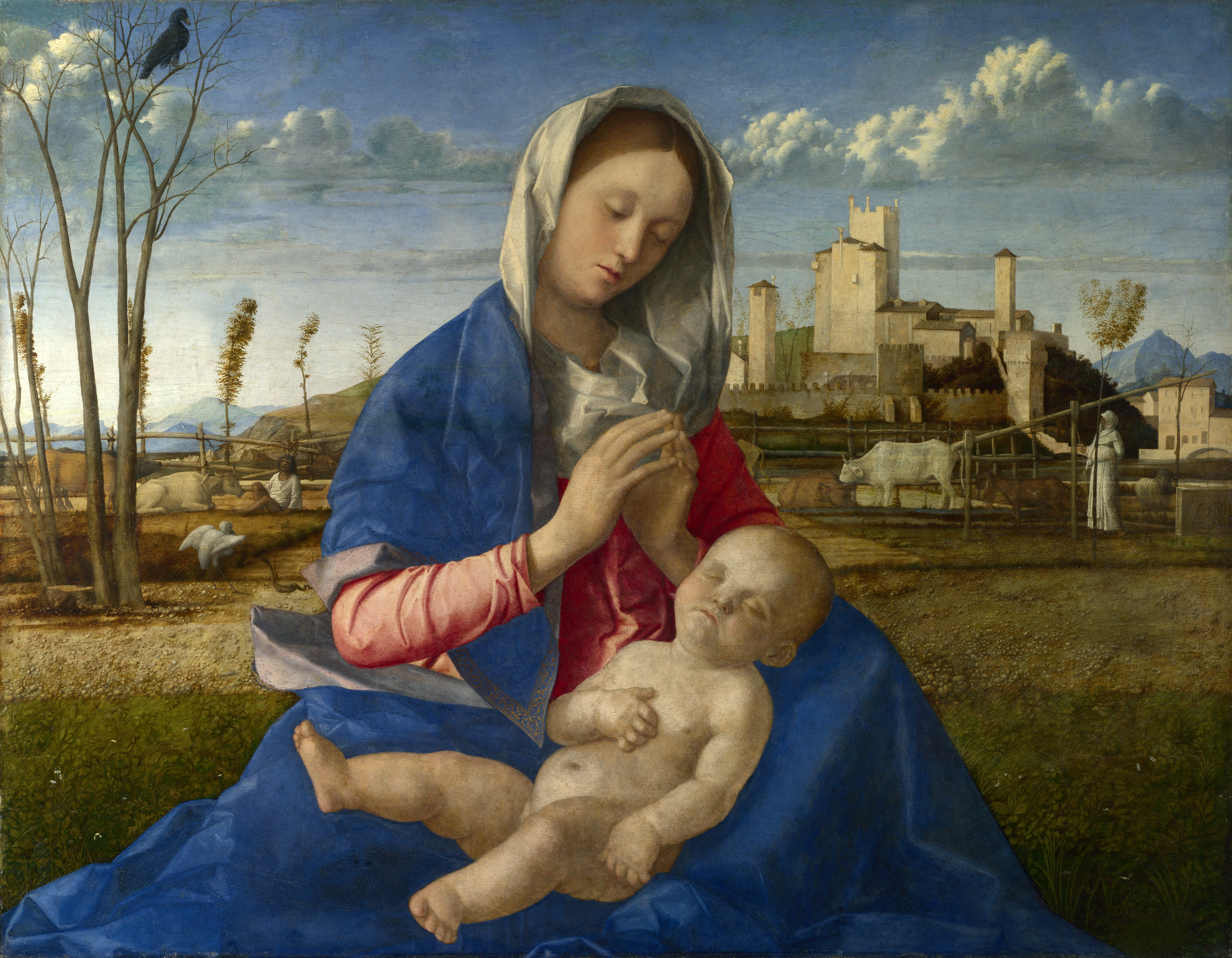
Madonna del Prato (1505 circa)
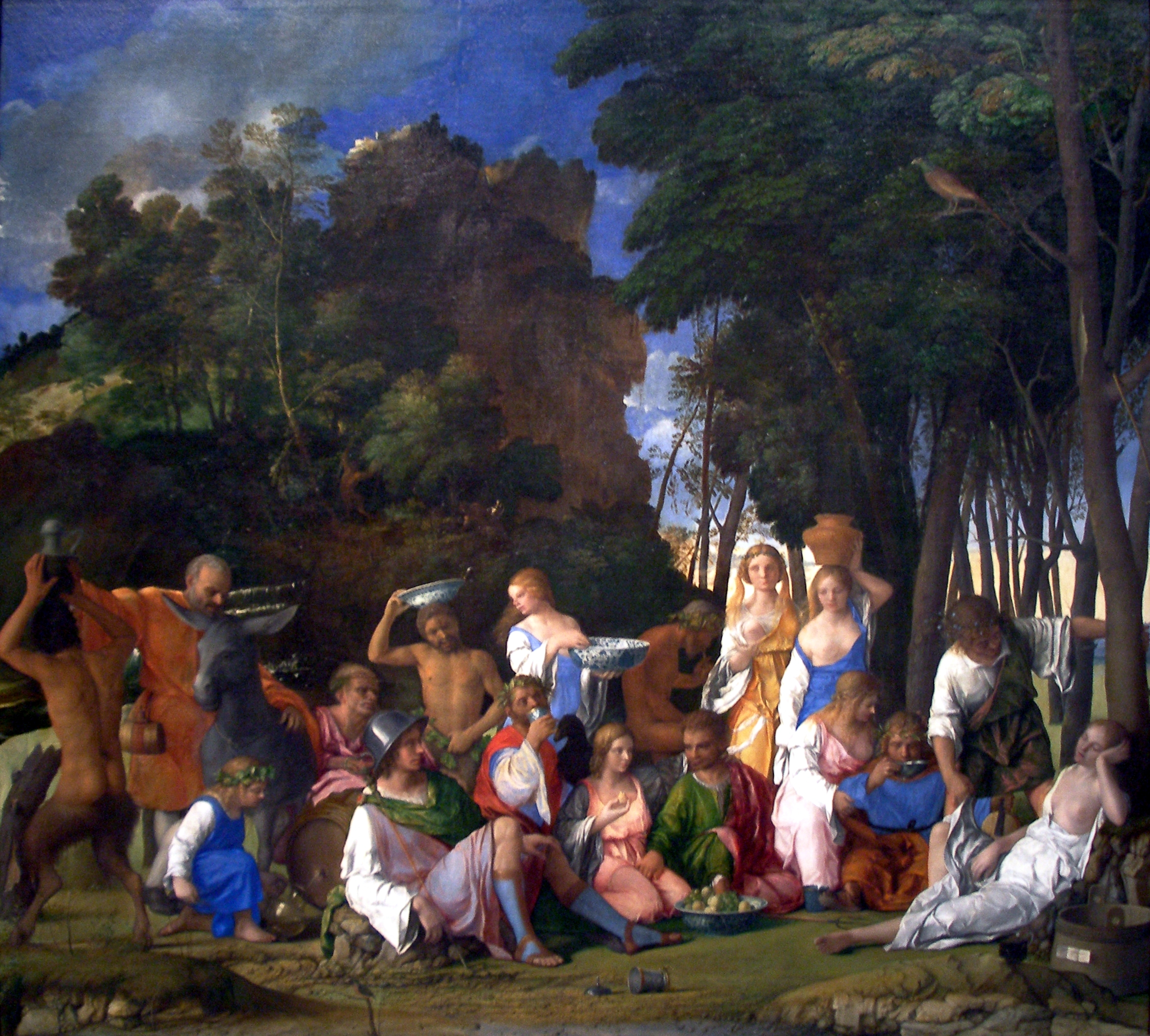
Festino degli dei (1514)
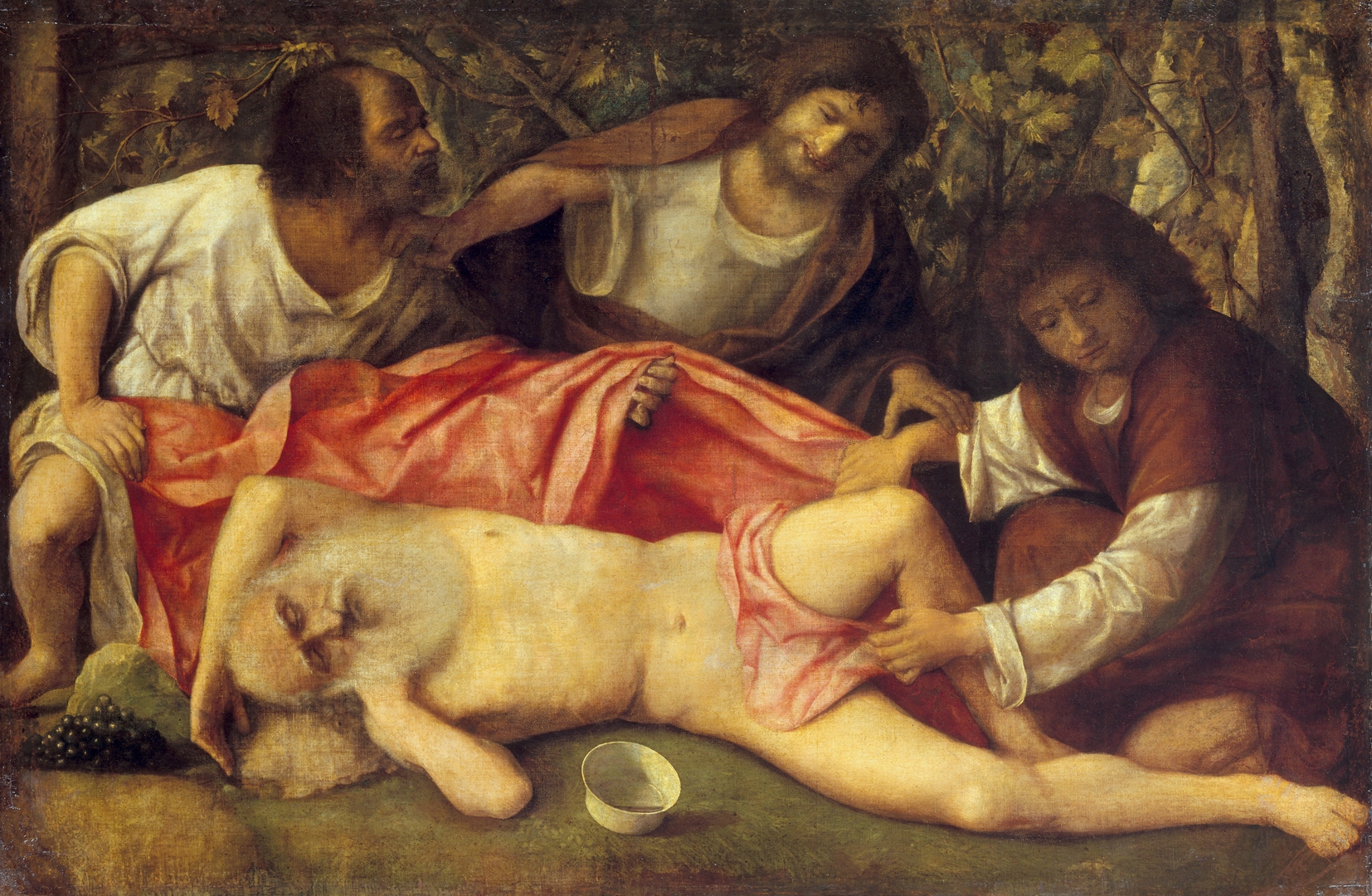
Ebbrezza di Noè (1515 circa)
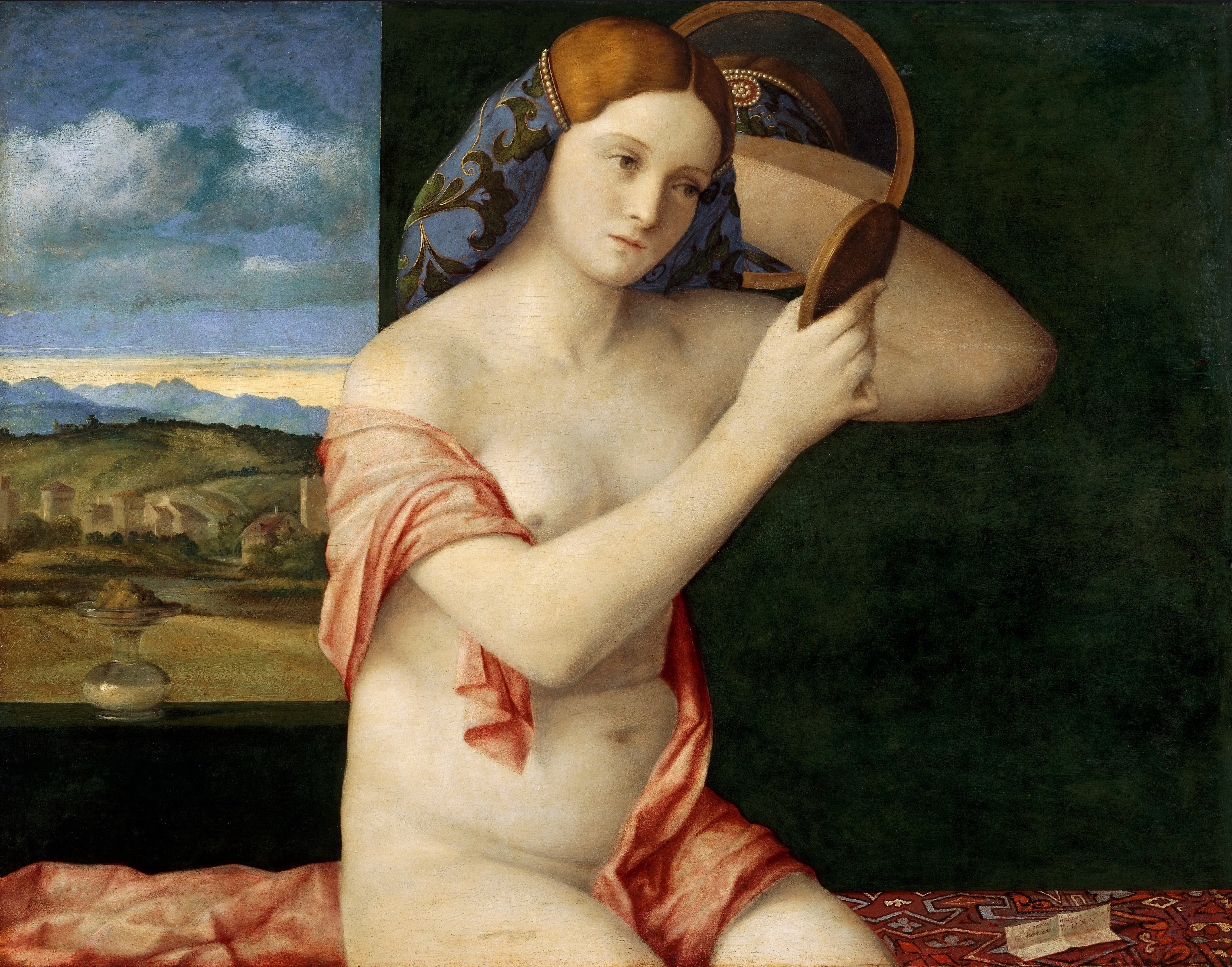
Giovane donna nuda allo specchio (1515)

### Gli esordi di Tiziano

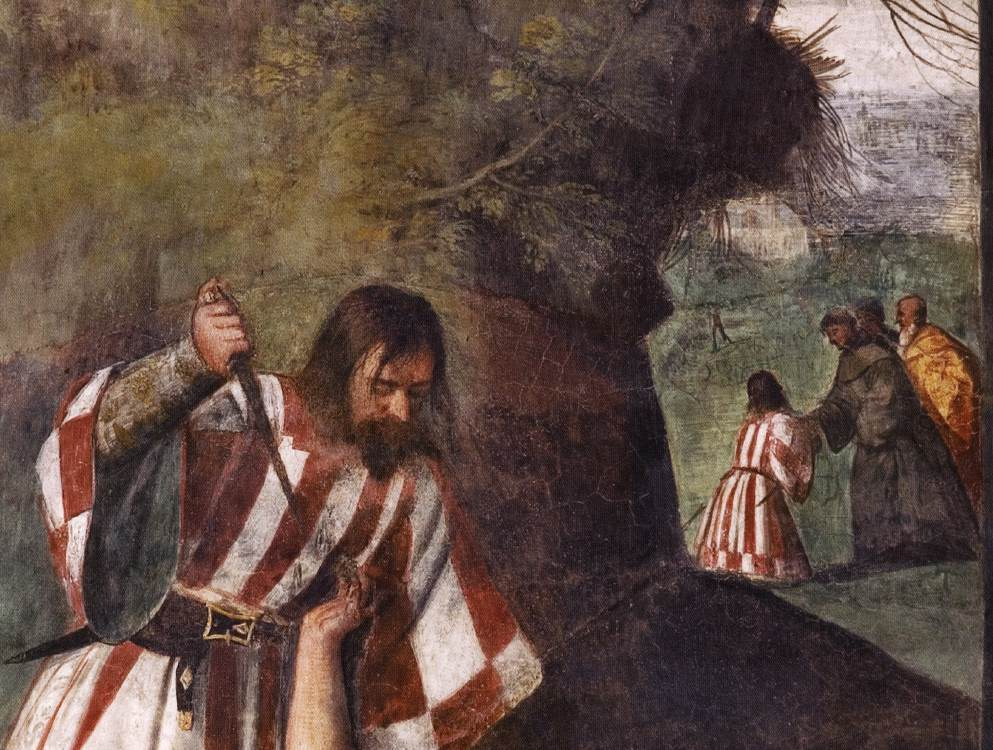
Tiziano, Miracolo del marito geloso (dettaglio, 1511)

Agli inizi del Cinquecento faceva i suoi primi passi anche Tiziano, chiamato a completare opere dopo la morte sia di Giovanni Bellini (il Festino degli dei) sia di Giorgione (la Venere di Dresda). Verso gli anni dieci la sua assimilazione del linguaggio di Giorgione è ormai così spinta da rendere estremamente difficile, ancora oggi, l'attribuzione all'uomo o all'altro di alcune opere quali il Concerto campestre, ormai riferito quasi unanimemente a Tiziano sebbene permeato di tematiche dei circoli intellettuali giorgioneschi.
Lo stile del pittore di Pieve di Cadore si caratterizzò presto per una maggiore intensità cromatica e monumentale delle figure, più solide e inserite in contesti narrativi di facile immediatezza, come gli affreschi dei Miracoli di sant'Antonio da Padova nella Scuola del Santo a Padova (1511). In questi lavori giovanili è evidente l'efficacia drammatica e una decisa scansione dello spazio.

### Gli esordi di Sebastiano del Piombo

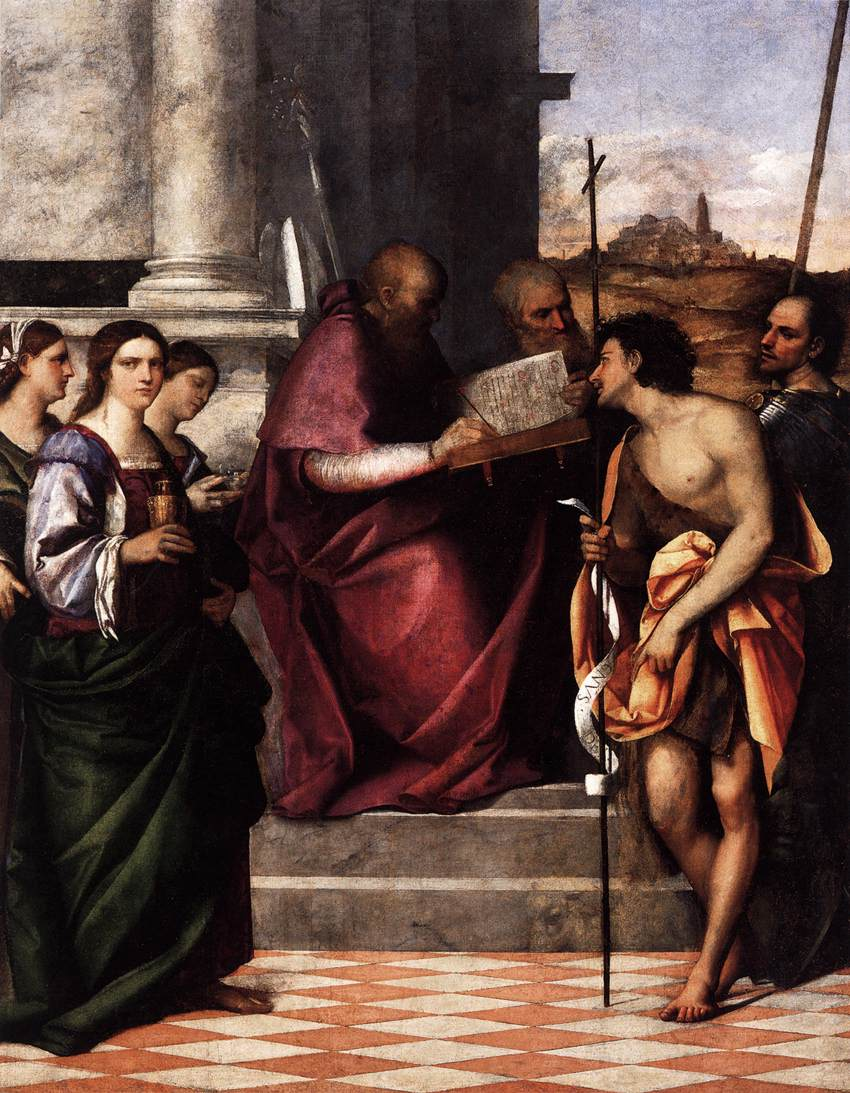
Sebastiano del Piombo, Pala di San Giovanni Crisostomo (1510-1511)

L'esempio di Giorgione fu fondamentale in quegli anni per un altro giovane artista, Sebastiano Luciani, poi detto Sebastiano del Piombo. Il suo esordio pittorico avvenne verso il 1506-1507, con opere legate a suggestioni giorgionesche con un maggiore risalto plastico e monumentale, come le ante dell'organo di San Bartolomeo a Rialto, o la Pala di San Giovanni Crisostomo. Quest'ultima mostra un'audace composizione asimmetrica, con lo sfondo diviso tra una parte architettonica e un'apertura paesistica, secondo uno schema che sarà poi destinato a brillanti sviluppi (come la Pala Pesaro di Tiziano).

### Gli esordi di Lorenzo Lotto

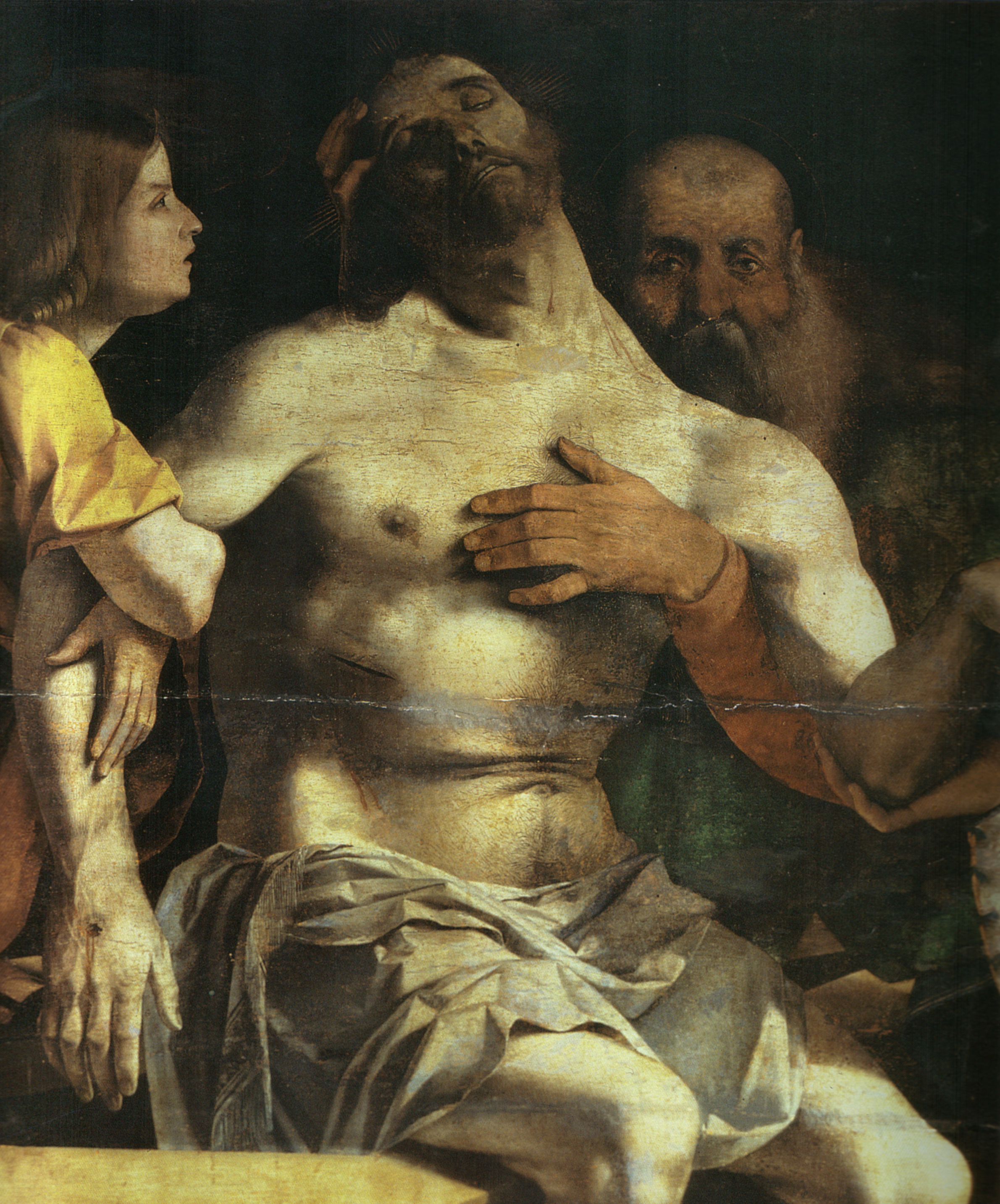
Lorenzo Lotto, Pietà di Recanati (dettaglio, 1506-1508)

Più originali furono le prime esperienze di Lorenzo Lotto, attivo almeno dal 1503. In quell'anno era a Treviso dove dipinse un Ritratto del vescovo Bernardo de' Rossi, caratterizzato da un saldo impianto plastico e da una definizione fisionomica precisa, che riecheggiava le suggestioni psicologiche di Antonello da Messina e le acutezze dell'arte nordica. La custodia del dipinto era pure dipinta con un'allegoria sul contrasto tra virtus e voluptas, di criptica interpretazione, come pure il coperto con allegoria di un ignoto ritratto (Washington, 1505 circa), dove motivi allegorici comuni sono accostati liberamente come succedeva, per certi versi, nella composizione degli emblemi araldici.
Gradualmente il suo linguaggio incominciò a discostarsi dalla cultura corrente, per una sorta di irrequietezza, che si manifestava tanto nelle scelte formali che nei contenuti. Ad esempio la Pala di Santa Cristina al Tiverone appare una citazione della belliniana  Pala di San Zaccaria, ma se ne distacca per il ritmo più serrato, che porta i personaggi a intrecciare sguardi e gesti con attitudini inquiete e variate, non più solamente all'insegna della serena e silenziosa contemplazione. La luce è fredda e incidente, distante dalla calda e avvolgente atmosfera dei tonalisti.
A queste resistenze ai motivi dominanti, l'artista accompagnò un'apertura verso un realismo più acuto nella resa dei dettagli, un sentimento più patetico e un'attrazione per la rappresentazione della natura inquieta e misteriosa, propria di artisti nordici come quelli della scuola danubiana. Ne sono esempio opere come le Nozze mistiche di santa Caterina, il San Girolamo penitente o la Pietà di Recanati.

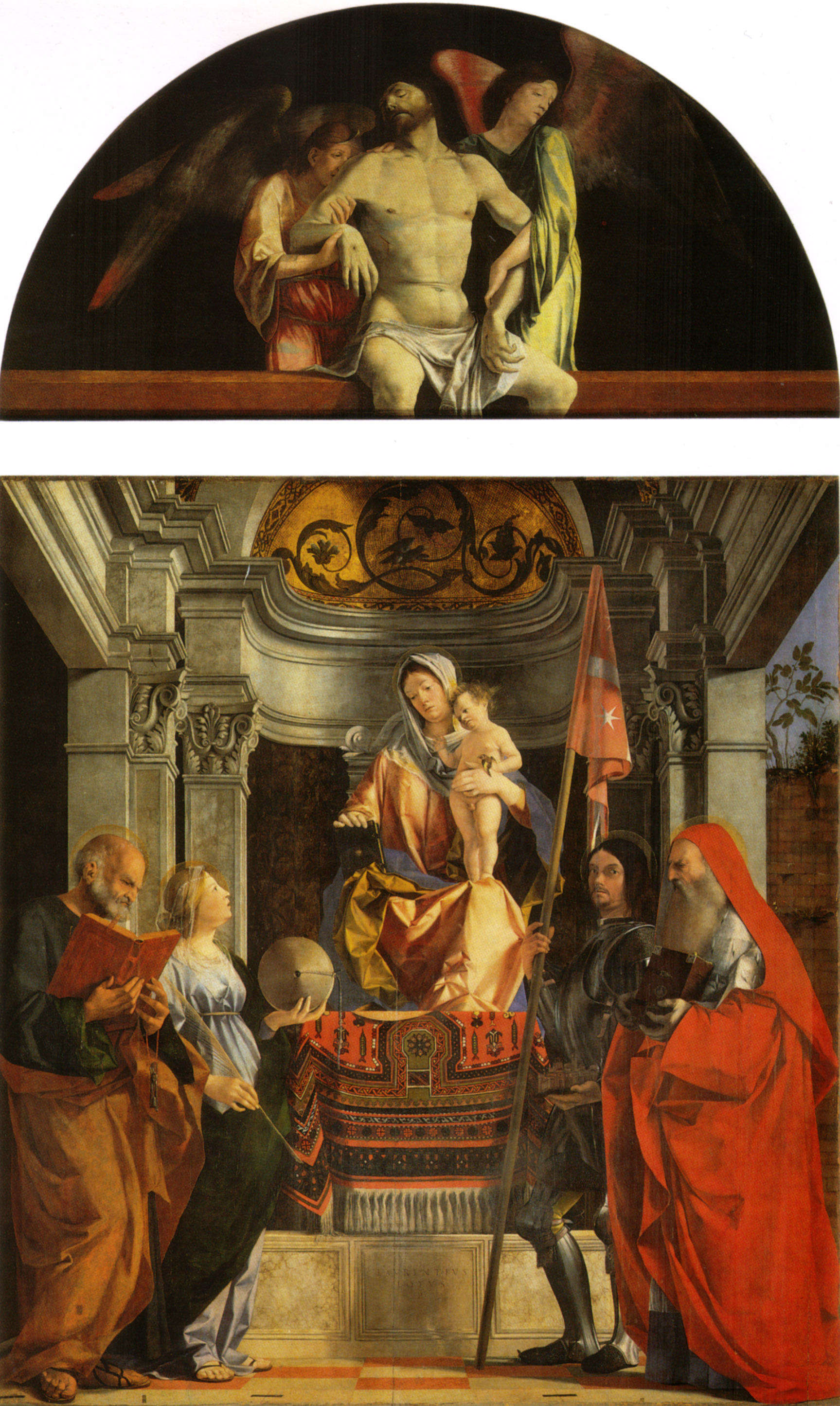
Pala di Santa Cristina al Tiverone (1504-1506 circa)
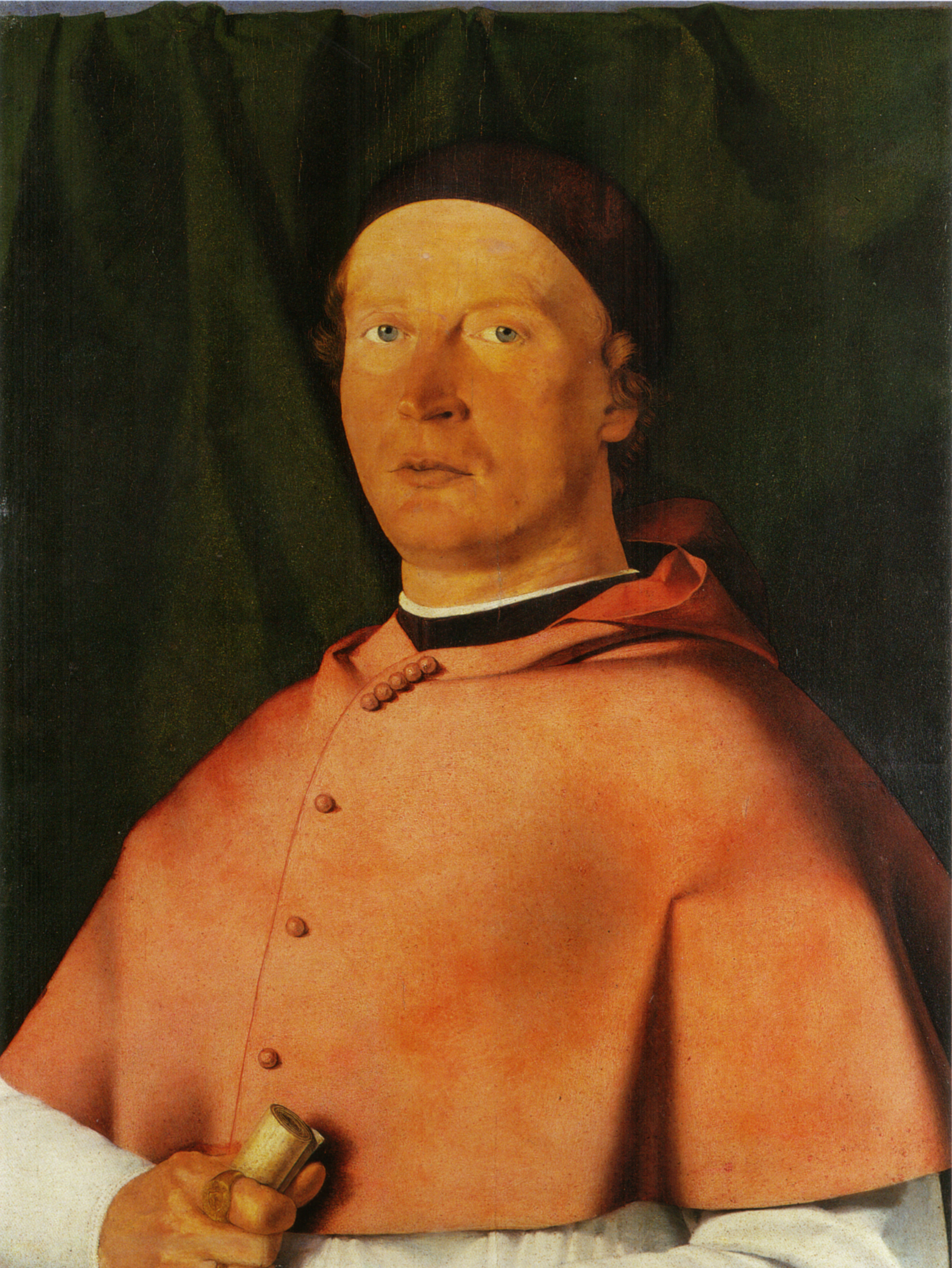
Ritratto del vescovo Bernardo de' Rossi (1505)
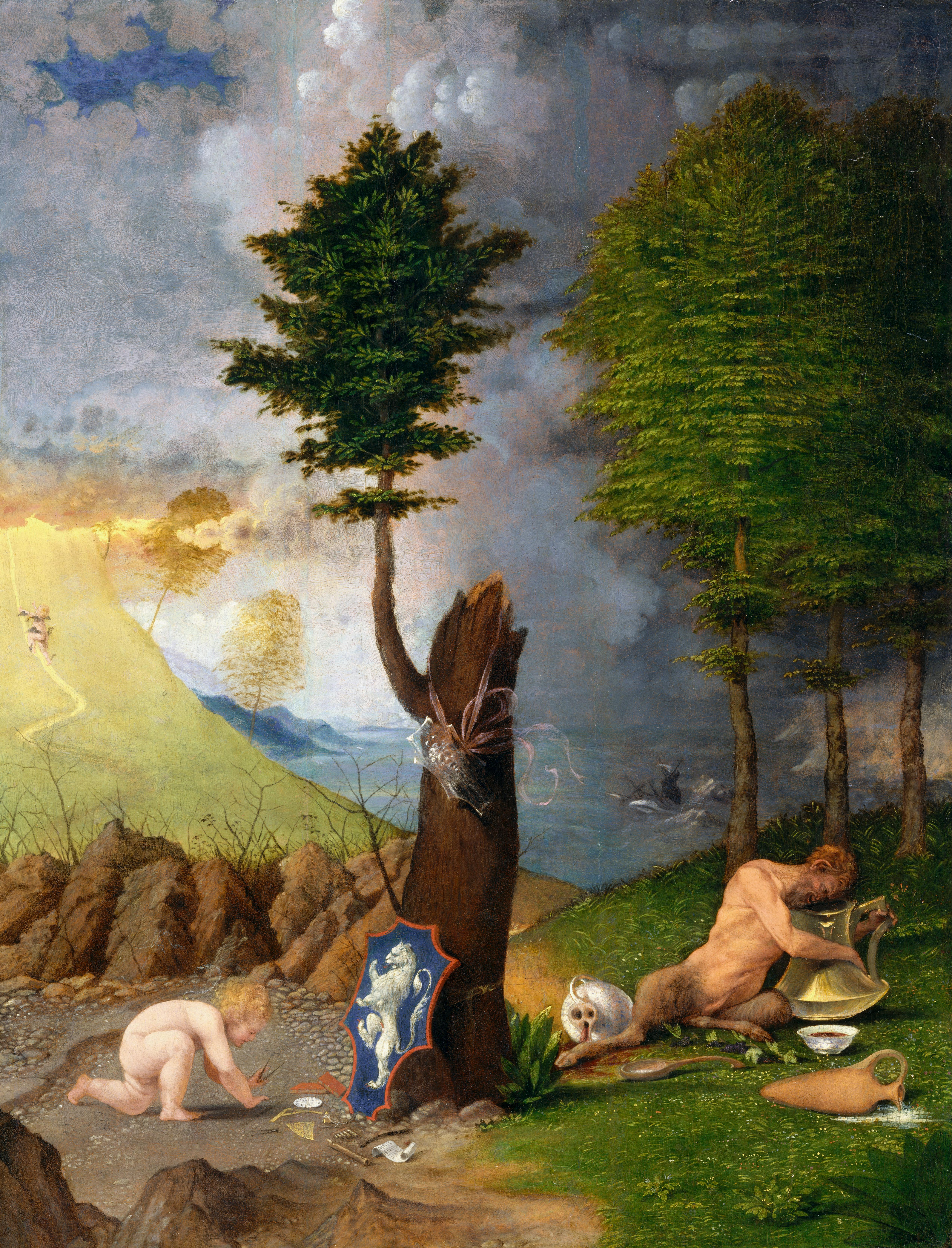
Allegoria della Virtù e del Vizio (1505)
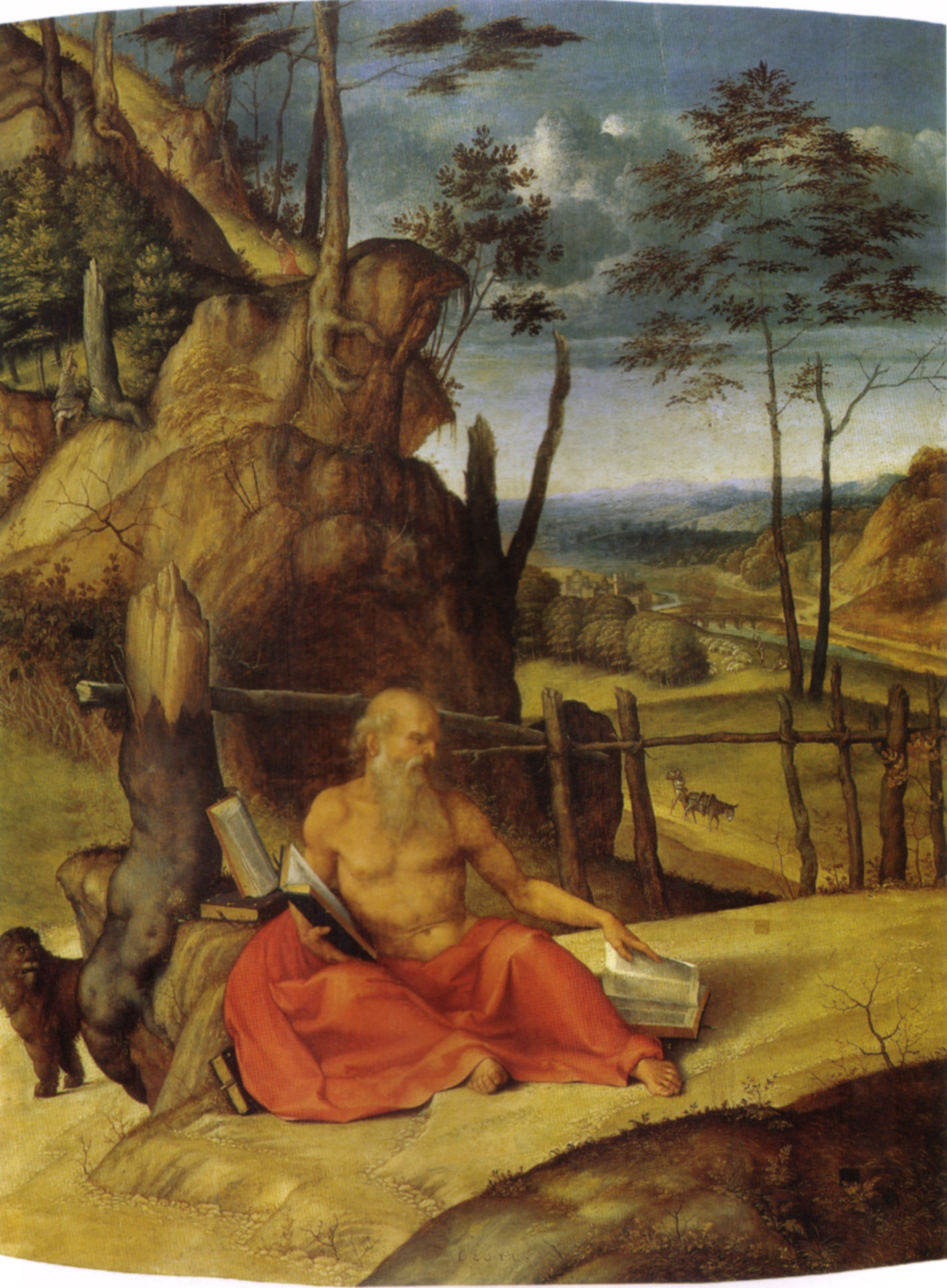
San Girolamo penitente (1509 circa)

### La maturità di Tiziano

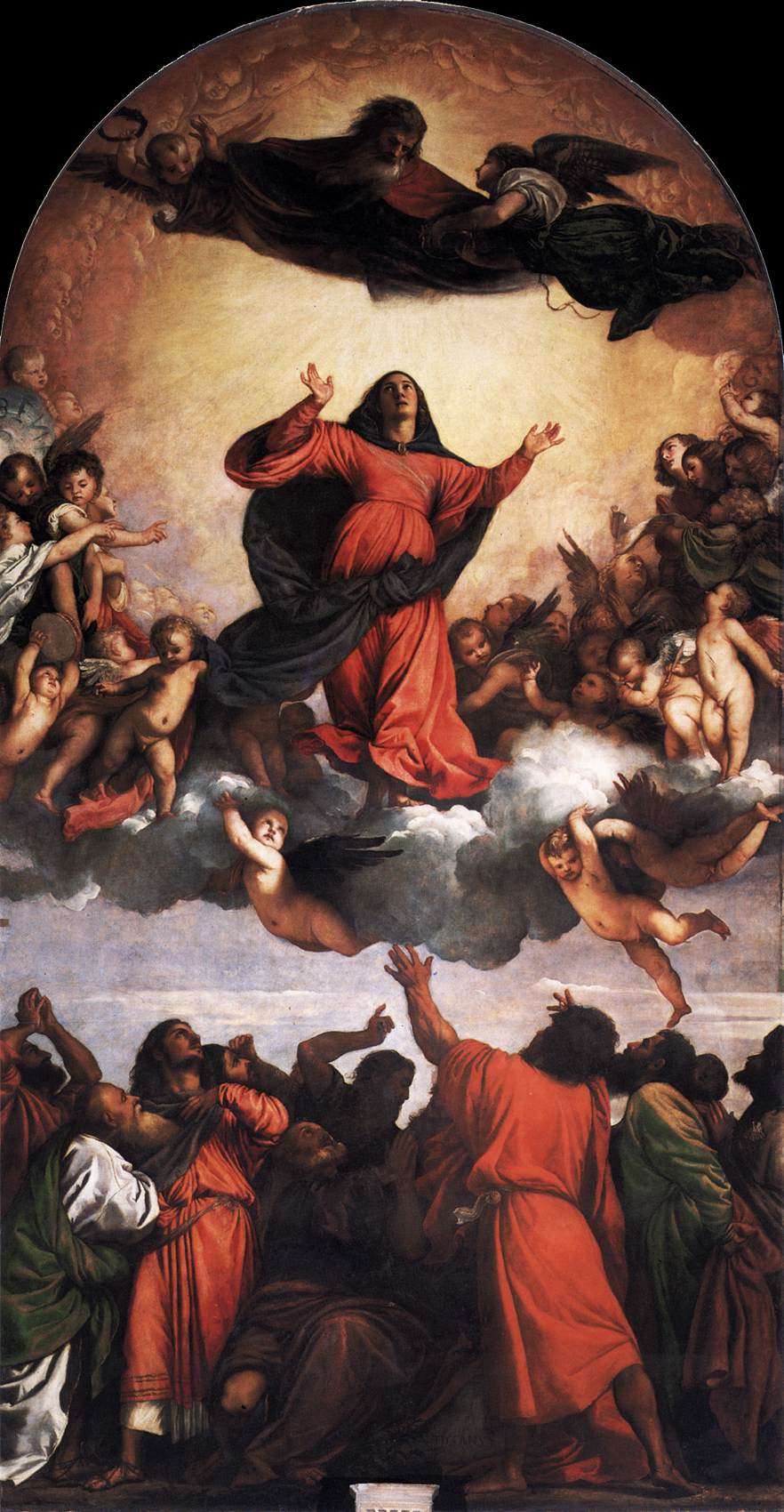
Tiziano, Assunta (1516-1518)

La morte di Giorgione e poi di Bellini, la partenza di Sebastiano del Piombo e di Lorenzo Lotto favorirono, all'inizio del Cinquecento, l'affermazione incontrastata di Tiziano sulla scena veneziana. Ottenuta una veloce fama soprattutto con una serie di ritratti, nel 1517 divenne pittore ufficiale della Serenissima. Risalgono a quegli anni anche dipinti a soggetto profano destinati ai committenti più colti, come le Tre età dell'uomo (1512 circa) e l'Amor sacro e Amor profano (1515 circa).
Dal 1518 circa incominciò a misurarsi a distanza con le conquiste del rinascimento romano di Michelangelo e Raffaello. La pala dell'Assunta suscitò ammirazione ma anche perplessità per il decisivo balzo in avanti dello stile, impostato a dimensioni grandiose e monumentali, gesti eloquenti, e un uso del colore che trasmette un'energia senza precedenti, ormai lontana dalle atmosfere pacate del tonalismo. La fama conquistata gli procura le prime commissioni da corti italiane, tra cui quelle di Ferrara e Mantova. Dal 1518 circa Alfonso I d'Este gli commissionò una serie di Baccanali per il suo studiolo, tra cui spicca il Bacco e Arianna che fonde richiami classici, dinamismo e un uso sapientissimo del colore, scelto nelle migliori qualità disponibili sull'emporio veneziano.
Nei ritratti di quegli anni dimostrò un interesse nel rendere la presenza fisica dei protagonisti, con tagli compositivi e luministici innovativi e pose non tradizionali, all'insegna di immediatezza e vivacità.
Il rinnovamento promosso dal doge Andrea Gritti si palesa in opere come la Pala Pesaro, in cui gli schemi quattrocenteschi sono lasciati definitivamente alle spalle. La Madonna si trova infatti su un trono disposto lateralmente, come se nella navata laterale della chiesa, a cui era destinata la pala, si trovasse un'apertura con un altare orientato nella stessa direzione di quello maggiore. Gesti e attitudini sono naturali, in uno schema volutamente asimmetrico e per questo maggiormente dinamico.
Con l'amicizia di Pietro Aretino, legato da rapporti con numerosissime corti, Tiziano poté accentuare il carattere imprenditoriale della sua attività, divenendo uno degli artisti più ricchi e richiesti della penisola.

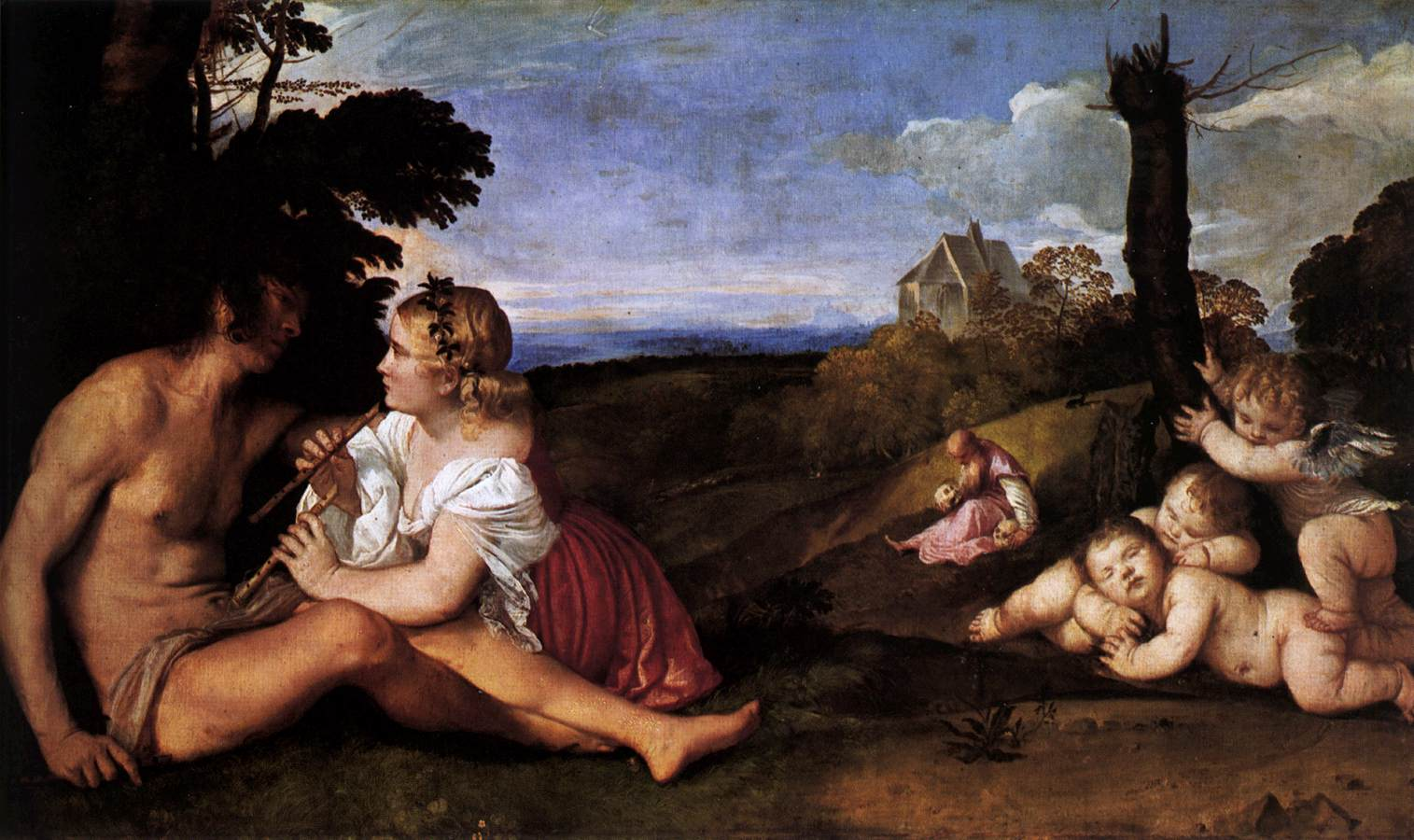
Tiziano, Tre età dell'uomo (1512 circa)
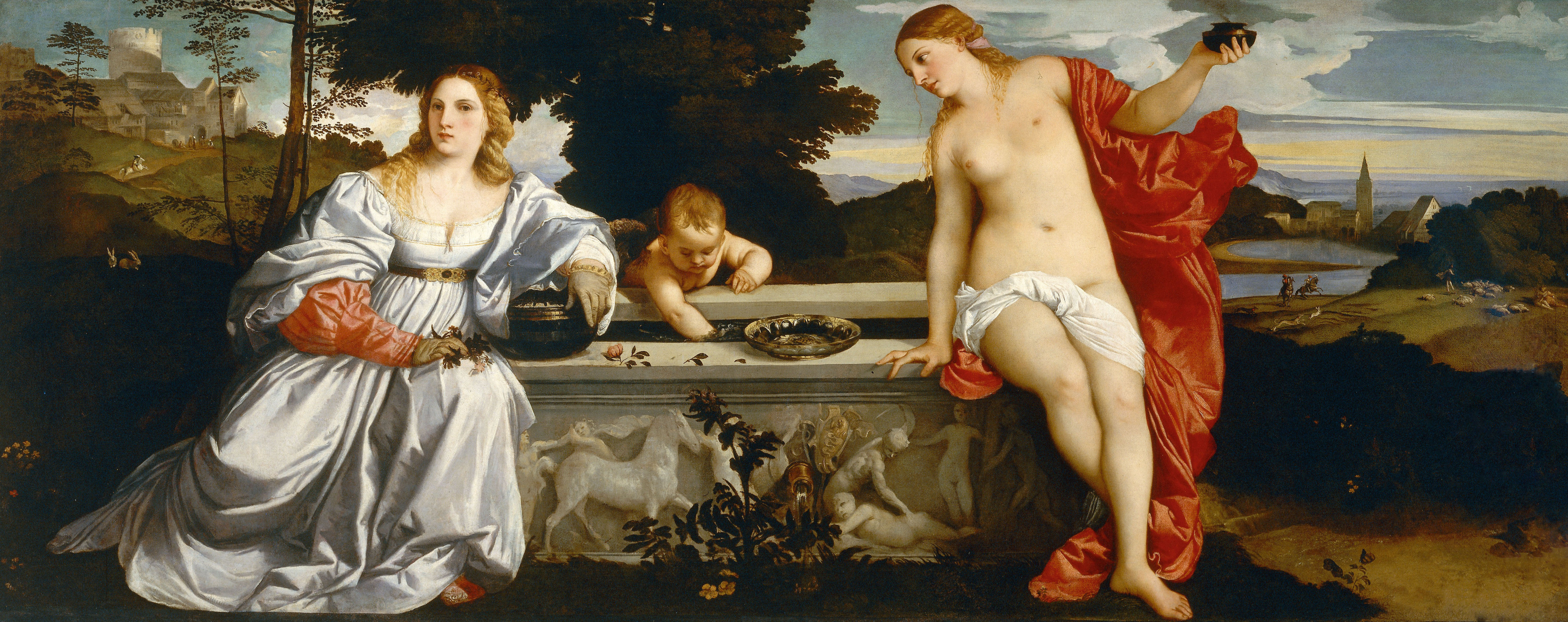
Tiziano, Amor sacro e Amor profano (1515 circa)
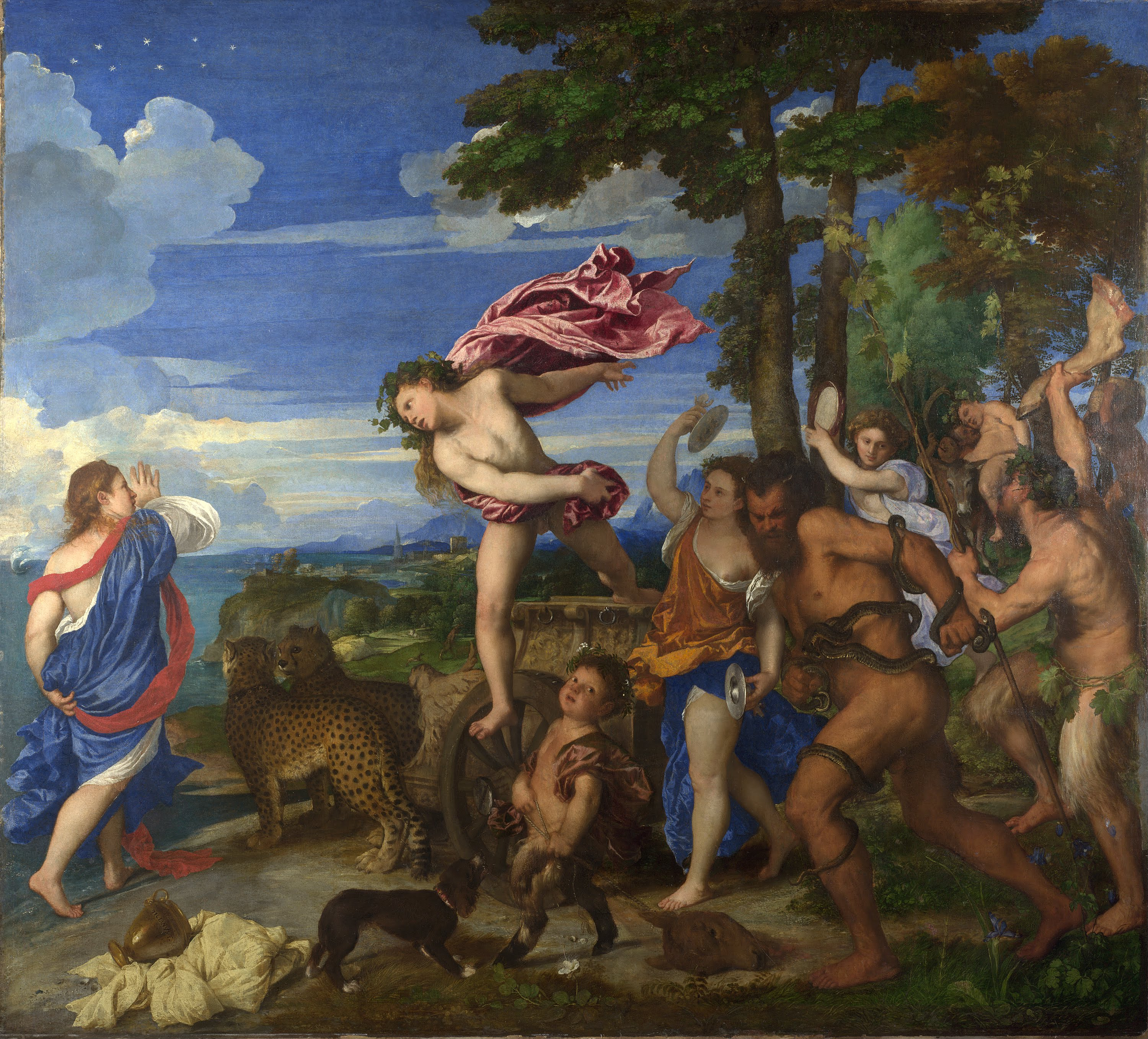
Bacco e Arianna (1520-1523)
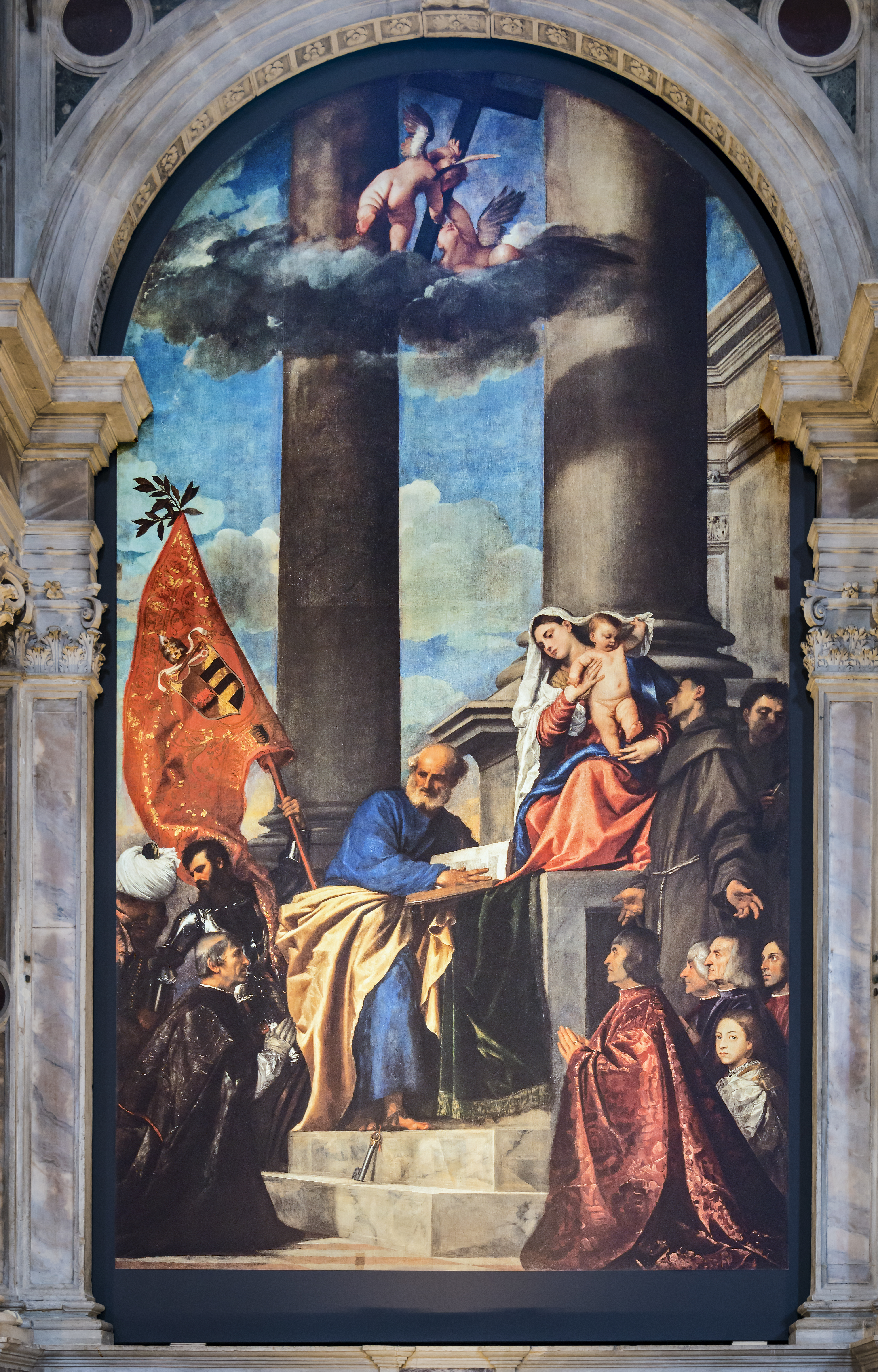
Tiziano, Pala Pesaro (1519–1526 circa)

### Il Pordenone

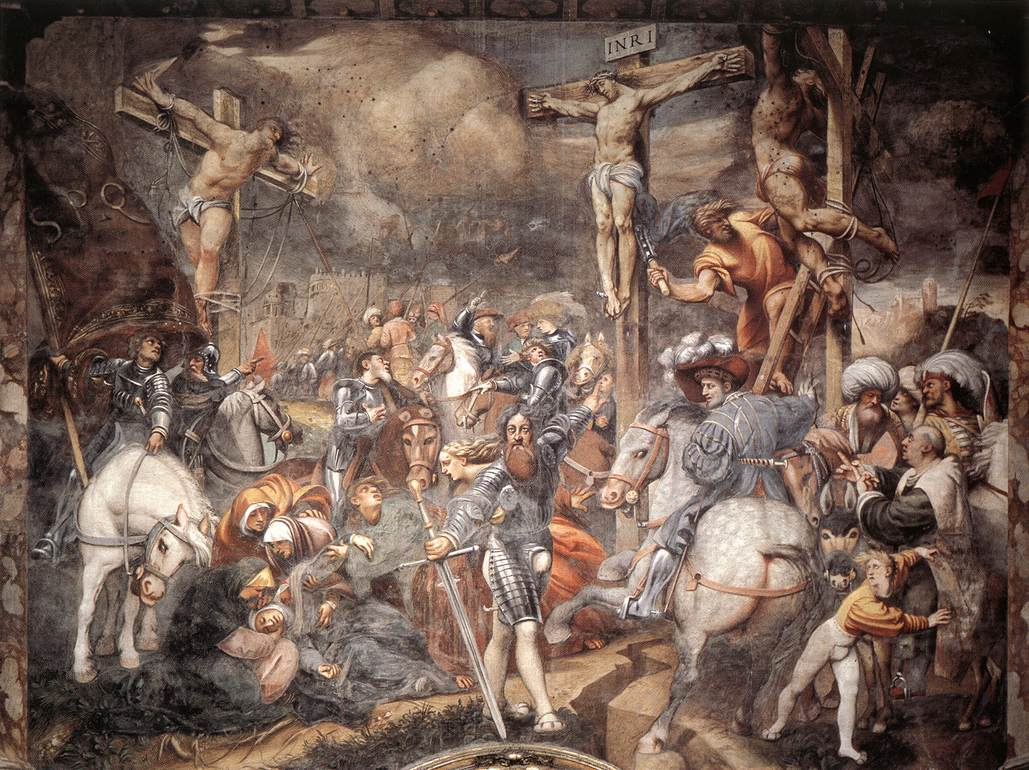
Il Pordenone, Crocifissione del Duomo di Cremona (1521 circa)

Con Palma il Vecchio defilato a ruolo di stretta osservanza "tizianesca", l'unico pittore in grado di confrontarsi con Tiziano sulla scena veneziana negli anni venti/trenta è il friulano Pordenone. La sua formazione prendeva le mosse da Mantegna, dalle incisioni di Dürer e degli altri maestri nordici ed era culminata con un viaggio a Roma nel 1514-1515 in cui era venuto a contatto con le opere di Michelangelo e Raffaello. Sviluppò così uno stile magniloquente, in equilibrio tra ricordi classici e narrazione popolare.
Sua specialità erano i grandi cicli di affreschi, come quelli nel duomo di Treviso, nella chiesa della Madonna di Campagna a Piacenza, nella chiesa dell'Annunziata a Cortemaggiore e soprattutto nel Duomo di Cremona. Qui il suo stile mostra una rappresentazione al tempo stesso discorsiva e solenne, con un notevole virtuosismo prospettico.
Le pale d'altare sono invece più discontinue: se in quelle destinate alla provincia il tono resta magniloquente, quelle per Venezia appaiono troppo macchinose, legate a forzature forse dovute all'ansia di non deludere i committenti.
Con la sua morte a Ferrara, per certi versi misteriosa, si chiuse il confronto con Tiziano e la sua opera passò sistematicamente sotto silenzio nella successiva letteratura artistica veneziana.

## Il pieno XVI secolo

### Jacopo Tintoretto
L'arte di Tintoretto porta l'immagine dell'ultima stagione del Rinascimento con le contraddizioni e le inquietudini che si riflettono dalla società mediante quei segni premonitori che caratterizzano i grandi capolavori di ogni epoca. Tra i numerosissimi critici d'arte Jean-Paul Sartre osserva gli uomini di Tintoretto espressi dai quadri e li paragona a quelli che lui immagina autentici nel tempo, colti per le calli di Venezia. Nella Scuola Grande di San Rocco possiamo vedere la massima espressione dell'estro pittorico dell'artista.